# Svensksundsmedaljen
Svensksundsmedaljen är ett samlingsnamn för de tre medaljer, som Gustav III lät prägla efter segrarna vid Fredrikshamn och Svensksund 1790. Medaljerna delades ut vid ceremonier i Slottskyrkan på Kungliga Slottet den 13 februari och 14 mars 1791 samt vid motsvarande ceremonier i Stralsund den 13 mars, på Sveaborg den 10 juli, i Åbo den 24 juli, i Tavastehus den 16 augusti, i Göteborg den 9 september samt i Kalmar den 18 september samma år. Medaljerna var skapade av Carl Gustaf Fehrman. De tre medaljerna var:
- en för segern vid Fredrikshamn
- en för segern vid Svensksund
- en för dem som deltog vid båda slagen

Medaljerna fungerade som tapperhetsmedaljer.
410 guldmedaljer samt 230 silvermedaljer tillverkades.

## Historia
Gustav III skrev redan på kvällen den 15 maj 1790, samma dag som slaget vid Fredrikshamn utkämpats, till Kungliga Vitterhetsakademien.
| ” | Til åminnelse af den märkelige seger Arméens Flotta vunnitt på Ryska skiärgårs flottan den 15 Maii här vid Fredrickshamn har jag beslutat at låta slå en oval penning at af alla de offisserare som fört Befälet dels Bäras på Bröstet, dels i knaphollet efter deras grad, och som jag ärnar skiälf den bära bör eij på ena sidan vara min Bröstbild som vanan elliest föreskref. Academien anmodas at uppgifva inscription och sinnebilden på dett penningen må på dett skyndsammaste förfärdigas. Mig tyckes Bäst at inscription blef på svenska dock lämnar jag det på Academiens egitt ompröfvande. Amphion till ankars på redden af Fredrickshamn d. 15 Maii 1790. Gustaf | „ |

Akademien följde kungens order och tog fram förslags på medalj, dock inträffade det Viborgska gatloppet som satte hela kriget på spel, varför framtagningen av medaljen dröjde. Situationen räddades dock upp av segern vid Svensksund den 9 juli. Kungen ändrade nu sin intention, och istället för en medalj blev det tre. En för Fredrikshamn, en för Svensksund och en kombinationsmedalj för dem som utmärkt sig vid bägge slagen. Viktigt att påpeka är att medaljerna inte är minnestecken, utan är att anse som tapperhetsmedaljer. Samtiden kallade Fredrikshamnsmedaljen respektive Svensksundsmedaljen för Stora tapperhetsmedaljen och För tapperhet i fält (eller sjöss) för Lilla tapperhetsmedaljen.
Ett annat missförstånd är att samtliga deltagande officerare fick medaljen, vilket är fel. Medaljerna delades i stort sett endast ut till officerare som för Befälet, vilket i princip endast betydde fartygets befälhavare och den främste överlevande underofficeren, och i sällsynta fall till manskap. Andra underofficerare eller manskap som utmärkte sig fick För tapperhet till sjöss, i snitt tre per fartyg i främsta linjen.

### Medaljeringen
Medaljeringen skedde i Stockholm i Slottskyrkan den 13 februari 1791, samt att de som inte kunnat närvara då fick möjlighet den 14 mars på kungliga Slottet. Dessutom skedde en ceremoni på Sveaborg utanför Helsingfors den 10 juli samma år, för de i Finland verksamma mottagarna, samt även i Stralsund, Åbo, Tavastehus, Göteborg och i Kalmar.

#### Stockholm - 13 februari 1791
Medaljhögtiden ägde rum den 13 februari 1791, vilket var på dagen 20 år sedan Gustav blev kung av Sverige 1771. Kungen gick i procession till Slottskyrkan, där biskop Olof Wallqvist höll gudstjänst. Därefter vidtog medaljeringen. Först fick Gustav III sin medalj att bäras i kedja, som påhängdes honom av Överhovstallmästaren greve Adolf Fredrik Lewenhaupt och Kaptenlöjtnanten vid Livdrabantkåren Adam Ludvig Lewenhaupt. Därefter framkallades alla mottagare av Serafimerordens härold och ceremonimästaren Leonard von Hauswolff. Man började med dem som deltagit vid bägge slagen, därefter de som deltagit vid enskilt slag.
De som kallades fram knäböjde framför kungen, som tog medaljerna från ett hyende som frambars av Statssekreteraren för Sjöärendena Carl Olof Cronstedt, och hängde dessa sedan runt mottagarnas hals. De som fick den mindre medaljen, fick denna ur kungens hand, och fick därefter medaljen fastsatt av Svärdsordens härold. De som medaljerades fick därefter kyssa kungens hand.

#### Stralsund - 13 mars 1791[6]
I Mariakyrkan i Stralsund delade, i kungens ställe, generallöjtnant Johan Frans Pollet ut medaljer till 28 officerare vid en särskild ceremoni. I kyrkan hölls tal av Pollett samt av general Gustaf Mauritz Armfelt. Bland de medaljerade fanns Pollets båda söner Carl Fredrik Pollet och Carl George Filip Johan von Pollet, samt även kaptenerna Alexander Moritz von Schmitterlöw och Vilhelm Ludvig von Qvillfelt vid det Psilanderhielmska regementet i Stralsund.
Efter medaljeringen höll Pollet en festmåltid för sextio officerare i kommendantshusets sal. I salen stod ett bord med kungens, Gustav III, byst omgiven av lagrar. Detta arrangemang stod ovanpå en erövrad rysk örlogsflagga och nedanför kungens byst stod följande sentens på latin: "GUSTAVO Nomine Gloria TERTIO" vilket på svenska blir "(ÅT) GUSTAV III:s Ärofulla Namn".
Utanför huset hade Pollet ställt upp fyra ryska kanoner som erövrats under Slaget vid Valkeala.

#### Stockholm - 14 mars 1791[8]
De som inte hade kunnat närvara den 13 februari fick en ny chans den 14 mars 1791, då Gustav III kallade dessa på förmiddagen till Kungliga Slottet. Mottagarna fick då komma till Konungens östra rum samt närvara vid kungens lever. Alla deltog i full uniform. Klockan 1 kom kungen till Audiensrummet, där alla hade samlats. Medaljerna låg på blåa hyenden, med kanter av galoner i guld.
Carl Olof Cronstedt lämnade medaljerna till kungen, samt ropade ut de som skulle belönas. Dessa kom då fram till kungen, ställde sig på höger knä, varvid kungen antingen hängde medaljen om halsen för den större varianten, eller lämnad den i handen för den mindre varianten. Därefter fick mottagaren kyssa konungens hand. För det som fått medaljen i handen, blev den fastsatt av en härold.

#### Sveaborg - 10 juli 1791[9]
En motsvarande ceremoni, som den i Stockholm, ägde även rum i Finland där medaljer delades ut på Sveaborg den 10 juli 1791, vilket var årsdagen av segern. Själva ceremonien hölls i garnisonskyrkan på fästningen. Utdelningen utfördes av översten Carl af Klercker på uppdrag av Gustav III. Samtliga officerare som skulle motta medaljerna samlades hos af Klercker klockan 10, och man gick därefter i procession till kyrkan, där soldater på ömse sidor bildade häck. Soldaterna kom från Änkedrottningens livregemente och Stackelbergska regementet. Processionen bestod av;
- 12 grenadjärer ur flottan anförde av en flaggkonstapel
- Assessorn Limnell och  kamreraren Carlstedt som på två hyenden bar medaljerna
- Major Adolf Fredrik Virgin som var ceremonimästare
- Arméns flottas blå vimpel och blå örlogsflagga burna av löjtnanterna de Besche och Kyhle
- Därefter alla de officerare som skulle erhålla medalj
- 12 underofficerare anförda av en officer
- Översten Carl af Klercker

I kyrkans kor stod konungen tron som var överdragen med blått kläde. De två hyendena med medaljerna bars fram till altaret, där det mottogs av regementspastorn Jacob Mallén, som lade dem på altaret. De två fanorna ställdes på ömse sidor om konungens tron. De som skulle motta medalj ställde upp sig längst fram i kyrkan, och ceremonin började med en predikan.
Därefter höll af Klercker ett tal:
| ” | Det är med ömmaste Sinnes rörelse, som jag i dag, vid detta tilfälle får tala til Eder, Mine Herrar, som förledit år bevistade Bataillerne vid Fredricshamn och uti Swensksund. De segrar, som den Högste Nådige Guden där förlänte de Svenska Vapnen, voro en följd af vår Store, Tapre och Milde Konungs egne väl tagne Anlägningar; under Konungens Ögon och des eget höga Anförande, hafven J, Mine Herrar, stridit med Mandom och Tapperhet, samt bidragit til Segren på denna dag förledit år, som frälste Riket ifrån en hotande Undergång, och å nyo befästade Minnet af Svenska Vapnens fordna Ära. Hans Kongl. Maj:t, vår Allernådigste Konung och Herre, har i Nåder förordnat, det J skolan bära et Hederstekn till Åminnelse och Belöning för ådagalagd Tapperhet - hvilket, på Allernådigste Befallning å Konungens höga vägnar, jag får Eder nu tildela. Emottagen och bären det; påminnen Eder, at altid hembära Tacksägelse til den Alsmägtige Guden, som beskyddat och bevarat vår Högtälskade, Store och Tappre Konung uti de största faror, som välsignat Svenska Vapnen med Segrar, och som givit Fäderneslandet Fred. GUD BEVARE KONUNGEN! | „ |

Därefter delades medaljerna ut, och prästen avslutade gudstjänsten. Alla tågade därefter ut kyrkan i samma ordning som de kom. Af Klercker höll därefter en middag för 50 personer.

#### Åbo - 24 juli 1791[11]
Söndagen den 24 juli 1791 hölls i Åbo domkyrka en ceremoni där guldmedaljer delades ut av landshövdingen Ernst Gustaf von Willebrand till officerare vid Livdragonregementet, Åbo läns infanteriregemente och Björneborgs läns infanteriregemente.

#### Tavastehus - 16 augusti 1791[12]
Den 16 augusti 1791 hölls i landshövdingeresidenset i Tavastehus en ceremoni där guldmedaljer delades ut till 17 närvarande och två frånvarande officerare vid Nylands och Tavastehus dragonregemente samt 3 officerare från Nylands infanteriregemente. Medaljerna delades ut av landshövdingen i Åbo och Björneborgs län tillika statssekreterare för arméns ärenden, Ernst Gustaf von Willebrand, som även höll ett tal till de medaljerade. Efter medaljeringen bjöd landshövdingen i Nylands och Tavastehus län Johan Henrik Munck alla närvarande på middag.

#### Göteborg - 9 september 1791[14]
Den 9 september 1791 kallade amiral Claes Adam Wachtmeister i Göteborg till sig de officerare som "biwistat Bataillen wid Fredricshamn eller Swensksund, och för deras upförande blifwit utnämnde till den Medaillen, som Hans Maj:t låtit slå till åminnelse öfwer dessa segrar". De medaljerade officerarna var av Arméns Flotta och Garnisonsregementet i Göteborg, och dessa skulle inställa sig vid högvakten i staden, klockan 11 på förmiddagen i uniform.

#### Kalmar - 18 september 1791[15]
I Kalmar domkyrka delade landshövdingen Michael Anckarsvärd, den 18 september 1791, ut guldmedaljer till de officerare vid Kalmar regemente och Arméns flotta som tilldelats medaljerna efter Slaget vid Fredrikshamn och Svensksund.

## Medaljerna

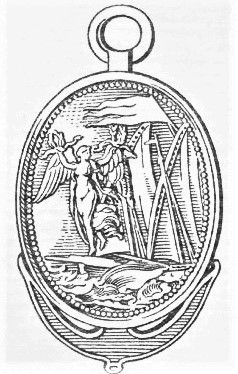
Svensksundsmedaljens åtsida

Arvid Julius Egerströms Fredrikshamnsmedalj, i silver med kedja.

Medaljerna graverades av Carl Gustaf Fehrman och delades ut i två storlekar:
- 12:e storleken i guld eller silver att bäras i tråd eller kedja om halsen. I guld för dem som var regementsofficerare och tjänat som divisionschef eller som kungens adjutant. I silver för dem som tjänat såsom underofficer.[3]
- 7:e storleken endast i guld åt subalternofficerare som deltagit i slagen såsom fartygsbefäl, att bäras i guldlänkar eller snodd i tredje knapphålet.[3]

Totalt skall det ha tillverkats 410 medaljer i guld och 230 i silver.

### Fredrikshamnsmedaljen
Medaljen delades ut till de som deltagit i Slaget vid Fredrikshamn den 15 maj 1790. Det skall minst ha delats ut 5 stora medaljer i guld och 27 mindre. Medaljen som är oval till formen, vilar på ett ankare. Ovalen visar på åtsidan segergudinnan Victoria stående på stäven av ett erövrat ryskt fartyg, troligen en xebec med en svensk örlogsflagga hissad, hon håller i sina händer lagerkransar. På däck samt i vattnet kan man se en sjunkande rysk örlogsflagga. Ovalen har en  kantbård i pärlstav.
Frånsidan har även den en kantbård av pärlstav samt en sentens omgiven av en lagerkrans, sentensen säger;
| ” | 40 FIENTELIGE FARTYG ERÖFRADE DEN 15 MAII 1790 | „ |

### Svensksundsmedaljen
Medaljen delades ut till de som deltagit i Slaget vid Svensksund den 9 juli 1790. Det skall minst ha delats ut 7 av den stora guldmedaljen och 145 av den mindre. Medaljen som är oval till formen, vilar på ett ankare. Ovalen visar på åtsidan segergudinnan Victoria 
stående på stäven av ett erövrat ryskt fartyg, troligen en xebec, med en svensk örlogsflagga hissad, hon håller i sina händer lagerkransar. På däck samt i vattnet kan man se en sjunkande rysk örlogsflagga. Ovalen har en  kantbård i pärlstav.
Frånsidan har även den en kantbård av pärlstav samt en sentens omgiven av en lagerkrans, sentens säger;
| ” | 53 FIENTELIGE FARTYG ERÖFRADE DEN 9 JULII 1790 | „ |

### Kombinationsmedaljen
Medaljen delades ut till de som deltagit i bägge slagen ovan. Det skall minst ha delats ut 5 av den stora i guld (kungen inräknad), och 75 av den mindre. Åtsidan var lika med de ovan nämnda medaljerna, medan frånsidan hade en annan inskription som löd;
| ” | 40 FIENTELIGE FARTYG ERÖFRADE DEN 15 MAII OCH 53 DEN 9 JULII 1790 | „ |

## Mottagare (ej komplett)

### Kombinationsmedaljen

#### Större

##### I guld
- Gustav III - tilldelad 12:e storleken i guld den 13 februari 1791.[17]
- Jean Antoine de Cazal, major vid högkvarterets lantmilitära stab - Tilldelad 12 storleken i guld den 13 mars 1791.[18]
- Johan Wilhelm Elgenstierna, major vid Upplands regemente, ombord på galären Stockholm. - Tilldelad 12 storleken i guld. [18]
- Georg Christian de Frese, överstelöjtnant vid Arméns flotta. KM-t flaggkapten, ej tjf. - Tilldelad 12 storleken i guld. [18]
- Carl Didrik Hamilton, kapten vid Bohusläns lätta dragonregemente, stabsadjutant - Tilldelad 12 storleken i guld. [18]
- Claes Hjelmstierna, överstelöjtnant vid Arméns flotta, chef för den Finska brigaden och chef för 9. divisionen, ombord på Chefsbåten nr 1 -  Tilldelad 12:e storleken i guld den 10 juli 1791.[19][18]
- Carl Paco Hård af Segerstad, kapten, chef för 13. divisionen. ombord på jakten Tärnan - 12 storleken i guld[20]
- Önnert Jönsson, major vid Arméns flotta, chef för 8. divisionen, ombord på jakten Liljenberg  (sårad i strid) -  Tilldelad 12 storleken i guld. [18]
- Lars Adam Langenskiöld, överstelöjtnant vid Nylands dragonregemente, ombord på galären Von Seth. - Tilldelad 12 storleken i guld. [18]
- Sten Casimir Lewenhaupt, överste i Armén och kaptenlöjtnant vid Livdrabanterna - Tilldelad 12:e storleken i guld.[17]
- Gustaf Adolf Leijonancker, major vid Arméns flotta, chef för 10. divisionen, ombord på Chefsbåten nr 2 - Tilldelad 12:e storleken i guld den 13 februari 1791.[18]
- Jean (Carl) Axel von Morian, överstelöjtnant vid Savolaks regemente. - Tilldelad 12 storleken i guld. [18]
- Otto Reinhold Möllersvärd, fänrik vid Livgardet, kammarjunkare hos Konungen  ombord på Amphion - Tilldelad 12 storleken i guld. [18]
- August Fredrik Palmfelt, kapten vid Södermanlands regemente och stabsadjutant - 12 storleken i guld[21][18]
- Henrik Wilhelm Pettersson, major vid Arméns flotta, chef för 4. divisionen, fartygschef på galären Vestgötadal. - Tilldelad 12 storleken i guld. [18]
- Carl Fredrik Pollet, kapten vid Psilanderhielmska regementet, stabsadjutant. - Tilldelad 12:e storleken i guld den 13 mars 1791.[22]
- Johan Frans Pollet, generalmajor vid Generalitetet, chef för Landstigningskåren. - Tilldelad 12:e storleken i guld den 13 mars 1791.[10][18]
- Mårten Reinhold de Pont, kapten vid Arméns flotta, chef för 14. divisionen, ombord på Chefsbåten nr 4 -  Tilldelad 12:e storleken i guld den 10 juli 1791.[19][18]
- Carl Fredrik Toll, kapten vid Arméns flotta, chef för 7. divisionen, ombord på jakten Fortuna.  (sårad i strid) -  Tilldelad 12:e storleken i guld den 10 juli 1791.[19][18]
- N von Ungern-Sternberg, generaladjutant av Flygeln, överstelöjtnant i Armén, överadjutant - Tilldelad 12 storleken i guld. [18]
- Adolf Fredrik Virgin, kapten vid Arméns flotta, chef för 3. divisionen, chef på galären Stockholm - 12 storleken i guld.[23][18]
- Otto Wrede, överste i Armén, generaladjutant - Tilldelad 12 storleken i guld. [18]
- Göran Wright, major vid livdragonregementet, ombord på galären Vestgötadal - Tilldelad 12 storleken i guld. [18]

##### I silver
- J. Bruselius, sergeant, chef på Kanonjolle nr 29 - 12 storleken i silver.[17]
- Carl Bäckström, sergeant på galären Calmar - 12 storleken i silver.[17]
- Dammerström, överstyrman, chef på Kanonjolle nr 65. - 12 storleken i silver.[17]
- F.F. Petrell, sergeant, chef på Kanonjolle nr 6 - 12 storleken i silver.[17]
- Reijnhold Fischer, sergeant på galären Nerike - 12 storleken i silver.[17]
- F. Flodman, överstyrman, chef på Kanonjolle nr 33 - 12 storleken i silver.[17]
- G. Forsman, styckjunkare, chef på Kanonjolle nr 18 - 12 storleken i silver.[17]
- J. K. Grönvall, underskeppare på galären von Seth - 12 storleken i silver.[17]
- Anders Haglund, överskeppare på galären Wrede. - 12 storleken i silver.[17]
- Halldén, styckjunkare på udema Thorborg. - 12 storleken i silver.[17]
- Isr. Hallén, underskeppare på udema Thorborg. - 12 storleken i silver.[17]
- Hellberg, underskeppare på galären Stockholm. - 12 storleken i silver.[17]
- C. G. Hellstén, sergeant, chef på Kanonjolle nr 27 - 12 storleken i silver.[17]
- Johan Hellsten, sergeant, chef på Kanonjolle nr 9 ( förlorad i Viborgska gatloppet ) därefter chef på Kanonjolle nr 5 . - 12 storleken i silver.[17]
- David Herlitz, överskeppare på galären Nerike - 12 storleken i silver.[17]
- Johan Petter Hesselius, sergeant på turuma Norden  - 12 storleken i silver.[17]
- J. G. Krumhorn, sergeant, chef på Kanonjolle nr 28  - 12 storleken i silver.[17]
- Petter Kumlander, styckjunkare på galären Svärdsorden  - 12 storleken i silver.[17]
- Matthias Lagerros, sergeant, chef på Kanonjolle nr 8 - 12 storleken i silver.[17]
- C. Lilja, överstyrman, chef på Kanonjolle nr 21 vid Fredrikshamn och chef på Kanonjolle nr 15 vid Svensksund. - 12 storleken i silver.[17]
- Jöran Lybeck, underskeppare på turuma Norden - 12 storleken i silver.[17]
- Jakob Mangström, sergeant, chef på Kanonjolle nr 23 - 12 storleken i silver.[17]
- Elias Nemlander, styckjunkare, chef på Kanonjolle nr 32 (SMts och SMtf) - 12 storleken i silver.[17]
- Fredrik Norman, styckjunkare på galären Taube - 12 storleken i silver.[17]
- Johan Odin, överskeppare på galären Calmar - 12 storleken i silver.[17]
- Play, överskeppare på galären Svärdsorden - 12 storleken i silver.[17]
- A. F. Reddelin, styckjunkare, chef på Kanonjolle nr 16 i Fredrikshamn, chef på Kanonjolle nr 47 i Svensksund. - 12 storleken i silver.[17]
- Petter Rydman, sergeant vid Arméns flotta, Sveaborgseskadern, chef på Kanonjolle nr 3 - 12 storleken i silver.[17][24]
- Rönning, sergeant på galären von Seth - 12 storleken i silver.[17]
- Pehr Rönnquist, förhyrd överskeppare på galären Småland - 12 storleken i silver.[17]
- Carl Schmitt, sergeant på galären Småland - 12 storleken i silver.[17]
- Johan Tietrich Schoultz, styckjunkare på chefsgalären Seraphimsorden - 12:e storleken i silver.[17]
- Carl Olof Schröder, överstyrman, styckjunkare, chef på Kanonjolle nr 12, (SMts 1790) - 12 storleken i silver.[17]
- Magnus Schyberg, sergeant på galären Wrede - 12 storleken i silver.[17]
- Jonas Sillman, sergeant, chef på Kanonjolle nr 4, (SMts 1809) - 12 storleken i silver.[17]
- Jacob Sjöman, sergeant på galären Vestgötadal - 12 storleken i silver.[17]
- P. Sneck, sergeant, chef på Kanonjolle nr 22 - 12 storleken i silver.[17]
- Bernhard Otto Starck, sergeant, chef på Kanonjolle nr 7 - 12 storleken i silver.[17]
- Nils Söderquist, underskeppare på galären Taube - 12 storleken i silver.[17]
- Erik Termaenius, korpral vid Arméns flotta, chef på Kanonjolle nr 35 (SMtf 1789, SMts 1790) - 12 storleken i silver.[17]
- Johan Petter Westberg, sergeant, vid Arméns flotta, Sveaborgseskadern, chef på Kanonjolle nr 26 - 12 storleken i silver.[17]
- Carl Fredric Westerlund, sergeant vid Arméns flotta, Sveaborgseskadern, chef på Kanonjolle nr 31 - 12 storleken i silver.[17]
- M. Videgren, överskeppare på galären von Höpken - 12 storleken i silver.[17]
- P. Åhlbom, underskeppare på chefsgalären Seraphimsorden - 12 storleken i silver.[17]
- Jacob Ålenning, överskeppare på galären Vestgötadal - 12 storleken i silver.[17]
- Petter Örtegren, sergeant på galären von Höpken - 12 storleken i silver.[17]

#### Mindre

##### I guld
- Gustaf Adolph Ahrenkihl (Arnkihl), löjtnant vid Arméns flotta, chef på Mörsarebarkassen nr 4 -  Tilldelad 7:e storleken i guld den 10 juli 1791.[19][18]
- Emanuel Ahlbom, fänrik vid Arméns flotta, Stockholmseskadern, adjutant hos flaggkaptenen - Tilldelad 7:e storleken i guld. [25]
- Nils Ahlström, fänrik vid Arméns flotta - Tilldelad 7:e storleken i guld. [18]
- Carl Alm, löjtnant vid Arméns flotta, fartygschef på galären Småland. -  Tilldelad 7:e storleken i guld.[18]
- Gabriel Althén, löjtnant vid Arméns flotta, chef på Kanonslupen nr 2 - Tilldelad 7:e storleken i guld. [18]
- Gustaf Wilhelm Ankarcrona, löjtnant vid Arméns flotta, kunglig slupstyrare - Tilldelad 7:e storleken i guld den 14 mars 1791.[26][18]
- Anders Henrik Asping, löjtnant vid Arméns flotta, Sveaborgseskadern, chef på udema "Gamla" vid Fredrikshamn samt chef på galären Halland vid Svensksund. -  Tilldelad 7:e storleken i guld den 10 juli 1791.[19][18]
- Gustaf Bankamp, fänrik vid Psilanderhielmska regementet, ombord på galären Taube. - Tilldelad 7:e storleken i guld den 13 mars 1791.[18]
- Carl Johan Beckman, fänrik vid Arméns flotta, ombord på galären Von Seth - Tilldelad 7:e storleken i guld. [18]
- Johan Behmer, löjtnant vid Arméns flotta, chef på Kanonslupen nr 43 -  Tilldelad 7:e storleken i guld.[18]
- J. M. Benedictius, fänrik vid Arméns flotta, ombord på galären Nerike - Tilldelad 7:e storleken i guld. [18]
- Johan Christian Berger, löjtnant vid Arméns flotta, ombord på galären Taube - Tilldelad 7:e storleken i guld. [18]
- Carl Christian von Bilow, kapten vid Psilanderhielmska regementet, ombord på galären Taube - Tilldelad 7:e storleken i guld den 13 mars 1791. [18]
- Gabriel Blåfield, kornett vid Nylands dragonregemente, ombord på galären  Von Seth. - Tilldelad 7:e storleken i guld. [18]
- Carl Niclas Boberg, flaggkonstapel vid Arméns flotta, chef på Kanonjolle nr 25 - Tilldelad 7:e storleken i guld den 10 juli 1791. [18][27]
- Gabriel Brohielm, kornett vid Nylands dragonregemente, ombord på galären Småland - Tilldelad 7:e storleken i guld. [18]
- Johan Gustaf Brummer, löjtnant vid Upplands regemente, ombord på galären Stockholm. - Tilldelad 7:e storleken i guld. [18]
- Carl Gustaf von Burghausen, löjtnant vid Arméns flotta, Sveaborgseskadern / Bohuslänska eskadern, chef på Kanonbarkass nr 7 -  Tilldelad 7:e storleken i guld den 10 juli 1791.[27][18]
- Nils Gustaf Burtz, löjtnant vid Arméns flotta, ombord på chefsgalären Seraphimsorden - Tilldelad 7:e storleken i guld. [18]
- Johan Bödker, kapten vid Psilanderhielmska regementet, ombord på galären Taube - Tilldelad 7:e storleken i guld den 13 mars 1791.[18]
- Carl Adolph Christiernin, fänrik vid Arméns flotta, ombord på galären Svärdsorden - Tilldelad 7:e storleken i guld. [18]
- Eric Christiernin, fänrik vid Arméns flotta, sekundchef på galären Stockholm - Tilldelad 7:e storleken i guld. [18]
- Gustaf Christiernin, löjtnant vid Arméns flotta, chef för Kanonbarkass nr 2 - Tilldelad 7:e storleken i guld den 14 mars 1791.[26][18]
- Erik Johan Crusell, fänrik vid Arméns flotta, chef på Kanonslupen nr 6 - Tilldelad 7:e storleken i guld. [18]
- Johan Fredrik Degen, fänrik vid Arméns flotta, adjutant vid 4. divisionen, ombord på galären Vestgötadal - Tilldelad 7:e storleken i guld. [18]
- Johan Jacob Dorph, löjtnant vid Arméns flotta, chef på Kanonslupen nr 57-  Tilldelad 7:e storleken i guld den 10 juli 1791.[19][18]
- Johan Alexander von Düben, löjtnant vid Psilanderhielmska regementet, ombord på galären Taube - Tilldelad 7:e storleken i guld den 13 mars 1791.[28][18]
- Carl Theodor Edman, fänrik vid Arméns flotta, ombord på galären Kalmar  (sårad i strid) - Tilldelad 7:e storleken i guld. [18]
- Carl Gustaf Eek, fänrik vid Arméns flotta, chef på Kanonbarkass nr 6 - Tilldelad 7:e storleken i guld. [18]
- Herman Johan Eek, löjtnant vid Arméns flotta, ombord på galären Taube -  Tilldelad 7:e storleken i guld den 10 juli 1791.[27][18]
- David Gustaf Ehrenlund, kornett vid Livdragonregementets vargering, ombord på galären Nerike - 7:e storleken i guld.[29][30][18]
- Carl Reinhold Ekstedt, löjtnant vid Arméns flotta, fartygschef på galären Wrede - Tilldelad 7:e storleken i guld. [18]
- Carl Birger Elfving, löjtnant vid Arméns flotta, chef på Kanonslupen nr 9 -  Tilldelad 7:e storleken i guld den 10 juli 1791.[19][18]
- Per Samuel Elfving, löjtnant vid Arméns flotta, adjutant hos flaggkaptenen Carl Olof Cronstedt. -  Tilldelad 7:e storleken i guld den 10 juli 1791.[19][18]
- Gustaf Enagrius, löjtnant vid Arméns flotta, sekundchef på galären Wrede - Tilldelad 7:e storleken i guld den 14 mars 1791.[26][18]
- Carl Fredric Benjamin Falck, löjtnant vid Arméns flotta, fartygschef på Kanonslupen nr 41. - Tilldelad 7:e storleken i guld. [18]
- Jean Ludvig Falck, löjtnant vid Livdrabantkåren, adjutant vid 10. divisionen, ombord på Chefsbåt nr 2 - Tilldelad 7:e storleken i guld. [18]
- Abraham Arvid Finckenberg, kornett vid Livdragonregementet, ombord på galären Vestgötadal - 7:e storleken i guld[31][18]
- Gustaf Adolf Finckenberg, fänrik vid Åbo läns regemente ombord på Kanonslupen nr 27 - Tilldelad 7:e storleken i guld.[32][33][18]
- Abraham Fischer, löjtnant vid Arméns flotta, Stockholmseskadern, chef på chefsgalären Seraphimsorden - Tilldelad 7:e storleken i guld.[34][18]
- Carl Joakim Fock, löjtnant vid Livdragonregementet, ombord på galären Småland - Tilldelad 7:e storleken i guld. [18]
- Johan Forsius, fänrik vid Arméns flotta, chef på Kanonslupen nr 4 - Tilldelad 7:e storleken i guld den 10 juli 1791.[27][18]
- Johan Petter Forsman, löjtnant vid Arméns flotta, chef på Kanonslupen nr 17 - Tilldelad 7:e storleken i guld. [18]
- Anders Forsskål, kornett vid Nylands dragonregemente , ombord på galären Småland - 7 storleken i guld. [35][18]
- Carl Edvard de Frese, löjtnant vid Arméns flotta, chef på Kanonslupen nr 32 - Tilldelad 7:e storleken i guld. [18]
- Carl Albrecht Friesenheim, kapten vid Upplands regemente, ombord på galären Stockholm - Tilldelad 7:e storleken i guld. [18]
- Carl Gabriel Friesendorff, löjtnant vid Upplands regemente, ombord på galären Wrede - Tilldelad 7:e storleken i guld. [18]
- Johan Robert Gafvelholm, fänrik vid Upplands regemente, ombord på galären Stockholm. - Tilldelad 7:e storleken i guld. [18]
- Bengt Axel Gardtman, löjtnant vid Arméns flotta, Sveborgseskadern, chef på Kanonslupen nr 18. -  Tilldelad 7:e storleken i guld den 10 juli 1791.[19][18]
- Erik Gustaf Geitell, löjtnant vid Nylands dragonregemente, ombord på galären Von Seth - Tilldelad 7:e storleken i guld. [18]
- Carl Christoffer Giös, löjtnant vid Arméns flotta, ombord på turuma Norden -  Tilldelad 7:e storleken i guld den 10 juli 1791.[19][18]

- Erik Gottsman, löjtnant vid Arméns flotta, chef på Mörsarebarkassen nr 1 - Tilldelad 7:e storleken i guld den 10 juli 1791.[27][35][18]
- Simon E. Granberg, löjtnant, chef på Kanonbarkass nr 9-  Tilldelad 7:e storleken i guld den 10 juli 1791.[19][18]
- Adolph Ludvig Granholm, fänrik vid Arméns flotta, chef på Kanonslupen nr 22 - Tilldelad 7:e storleken i guld den 10 juli 1791.[27][18]
- Claes Fredrik Granholm, löjtnant vid Arméns flotta, adjutant vid 9. divisionen, ombord på Chefsbåten nr 1  -  Tilldelad 7:e storleken i guld den 10 juli 1791.[19][18]
- Johan Fredrik Gravell, löjtnant vid Arméns flotta - Tilldelad 7:e storleken i guld. [18]
- Claes Henrik Grönhagen, kapten vid Livdragonregementet, ombord på turuma Norden - Tilldelad 7:e storleken i guld. [18]
- Johan Gyllenborg, löjtnant vid livregementet till häst, ombord på Kanonslupen nr 46 - Tilldelad 7:e storleken i guld. [18]
- Carl Wilhelm von Gützkow, löjtnant vid Psilanderhielmska regementet, ombord på galären Von Höpken - Tilldelad 7:e storleken i guld den 13 mars 1791. [18]
- Georg von Hallern, fänrik vid Upplands regemente, ombord på galären von Höpken. - Tilldelad 7:e storleken i guld. [18]
- Johan Hardtman, flaggkonstapel på galären Stockholm - 7:e storleken i guld.[17][18]
- Philip von Hesse, kapten vid Psilanderhielmska regementet, ombord på galären Von Höpken - Tilldelad 7:e storleken i guld den 13 februari 1791. [18]
- Lars Hjortsberg, skådespelare - Tilldelad 7:e storleken i guld.[37]
- Carl Alexander Hård (af Segerstad), löjtnant vid Upplands infanteriregemente, ombord på galären Nyköping - 7:e storleken i guld[38][18]
- Carl Daniel Hårleman, löjtnant vid Arméns flotta, sekundchef på galären von Höpken - Tilldelad 7:e storleken i guld. [18]
- Adam Hörner, löjtnant vid Arméns flotta, chef på Kanonbarkass nr 4 - Tilldelad 7:e storleken i guld. [18]
- Sigfrid Aron Ingman, löjtnant vid Nylands dragonregemente, ombord på galären Von Seth - Tilldelad 7:e storleken i guld. [18]
- Petter Johan Jerpéen, kornett vid Nylands dragonregemente, ombord på turuma Norden  - Tilldelad 7:e storleken i guld. [18]
- Daniel Justander, löjtnant vid Arméns flotta, chef på Kanonslupen nr 15 -  Tilldelad 7:e storleken i guld den 10 juli 1791.[19][18]
- Carl Fredrik Kuhlhjelm, major vid Arméns flotta, chef för galären Taube.  - Tilldelad 7:e storleken i guld den 14 mars 1791.[26]
- Conrad Ferdinand von Kruus, löjtnant vid Arméns flotta, chef på Kanonslupen nr 46 - 7:e storleken[39][18]
- Alexander Jacob Kyhle, löjtnant vid Arméns flotta, chef på Kanonslupen nr 31 - Tilldelad 7:e storleken i guld. [18]
- Johan Lagerholm, flaggstyrman vid Arméns flotta, ombord på chefsgalären Seraphimsorden - Tilldelad 7:e storleken i guld. [18]
- Gottlieb David Carl Leijonhielm, premierlöjtnant vid Östgöta infanteriregemente, adjutant hos chefen för landstigningskåren. - 7:e storleken i guld[40][18]
- Abraham Leijonhufvud stabskapten vid Upplands regemente, ombord på galären von Höpken - 7:e storleken [41][18]
- Georg Wilhelm Leijonsten, löjtnant vid Arméns flotta, chef på Kanonslupen nr 8 - Tilldelad 7:e storleken i guld. [18]
- Gustaf Leijsten, kornett vid Nylands dragonregemente ombord på chefsgalären Seraphimsorden - Tilldelad 7:e storleken i guld. [18]
- Adolph Johan Liljebrun, kornett vid Nylands dragonregemente, ombord på galären Småland - Tilldelad 7:e storleken i guld. [18]
- Lorentz Ingemund Liljestråhle, löjtnant vid Arméns flotta, chef på Kanonslupen nr 42 - Tilldelad 7:e storleken i guld. [18]
- Carl Fredrik Lillieström, fänrik vid Psilanderhielmska regementet,ombord på galären Von Höpken - 7:e storleken i guld den 13 mars 1791. [42][18]
- Gustaf Adolph Lindecrantz, kornett vid Nylands dragonregemente, ombord på chefsgalären Seraphimsorden" - Tilldelad 7:e storleken i guld. [18]
- Carl Otto Lindsfeldt, ryttmästare vid livregementet till häst, ombord på Kanonslupen nr 43 - Tilldelad 7:e storleken i guld. [18]
- Georg Henrik Lybecker, Löjtnant vid Livdragonregementet, ombord på galären Svärdsorden - Tilldelad 7:e storleken i guld. [18]
- Carl Roland Martin, löjtnant vid Arméns flotta, sekundchef på galären Småland vid Fredrikshamn och chef på Kanonslupen nr 58 vid Svensksund - Tilldelad 7:e storleken i guld den 14 mars 1791.[26][18]
- Conrad Wilhelm Meijerdorff, fänrik vid Upplands regemente - Tilldelad 7:e storleken i guld. [18]
- Ephraim Melan, löjtnant vid Arméns flotta, , chef på Kanonslupen nr 11 -  Tilldelad 7:e storleken i guld den 10 juli 1791.[19][18]
- Daniel Mesterton, löjtnant vid Arméns flotta, chef för kungliga jakten Amadis - Tilldelad 7:e storleken i guld den 10 juli 1791.[27][43][18]
- Per Monthell, major vid Arméns flotta, chef för galären Svärdsorden - Tilldelad 7:e storleken i guld den 14 mars 1791.[26][18]
- Fredrik Ludvig De la Myle, kapten vid Livdragonregementet, ordonansofficer hos Konungen, ombord på Amphion - Tilldelad 7:e storleken i guld.[44][18]
- Carl Fredrik Möller, fänrik vid Arméns flotta, chef på Kanonslupen nr 67 - Tilldelad 7:e storleken i guld. [18]
- Fredrik Möllern (von Müller), fänrik vid Psilanderhielmska regementet, ombord på galären Von Höpken - Tilldelad 7:e storleken i guld den 13 mars 1791.[18]
- Adolph Nicander, löjtnant vid Arméns flotta, ombord på galären Von Seth - Tilldelad 7:e storleken i guld. [18]
- Reinhold Nicander, löjtnant vid Arméns flotta, Stockholmseskadern, ombord på galären på Svärdsorden - Tilldelad 7:e storleken i guld. [45]
- Gustaf Henrik Nordberg, fänrik vid Arméns flotta, Stockholmseskadern, chef på Kanonslupen nr 12. - Tilldelad 7:e storleken i guld. [46]
- Carl Nycander, kapten vid Fortifikationen, ombord på Amphion  - Tilldelad 7:e storleken i guld den 10 juli 1791.[27][18]
- Johan Gustaf Olander, major vid Arméns flotta, chef för turuma Norden - Tilldelad 7:e storleken i guld den 10 juli 1791.[19]
- Gabriel Planting-Bergloo, fänrik vid Arméns flotta, chef på Kanonslupen nr 5.  - 7:e storleken i guld[47][18]
- Arvid Posse, kapten vid livdragonregementet, ombord på galären Svärdsorden- - 7:e storleken i guld[48][18]
- Fredrik Printz, fänrik vid Nylands infanteriregemente, ombord på Kanonslupen nr 22 - Tilldelad 7:e storleken i guld. [18]
- Anders Johan Prytz, kapten vid Livdragonregementet, ombord på galären Nerike - 7 storleken i guld.[49][18]
- Vilhelm Ludvig von Qvillfelt, kapten vid Psilanderhielmska regementet, ombord på galären Taube - Tilldelad 7:e storleken i guld den 13 mars 1791.[50][18]
- Carl Rehbinder, kapten vid Livdragonregementet, ombord på galären Svärdsorden - Tilldelad 7:e storleken i guld. [18]
- Christian Daniel Reimers, kornett vid Nylands och Tavastehus dragonregementes reserv, ombord på Kanonslupen nr 32 - Tilldelad 7:e storleken i guld.[51][18]
- Ture Reinhold Rückerskiöld, fänrik vid Arméns flotta, chef på Kanonslupen nr 48 - 7:e storleken i guld.[27][18]
- Christian Rhefelt, löjtnant vid Psilanderska regementet, ombord på galären Taube - Tilldelad 7:e storleken i guld den 13 mars 1791.[18]
- Emanuel Rhenström, löjtnant vid Arméns flotta, chef på Kanonslupen nr 19 - Tilldelad 7:e storleken i guld. [18]
- Gustaf Reuter,  löjtnant vid Arméns flotta, chef på Kanonslupen nr 45 - Tilldelad 7:e storleken i guld. [18]
- Axel Gustaf Riben, löjtnant vid Livdragonregementet, ombord på galären Vestgötadal - Tilldelad 7:e storleken i guld. [18]
- Magnus Roos af Hjelmsäter, löjtnant vid Arméns flotta, chef på Kanonslupen nr 28 - 7:e storleken i guld[52]
- Frantz Johan Rubén, kornett vid Nylands dragonregemente, ombord på Kanonslupen nr 29 - Tilldelad 7:e storleken i guld. [18]
- Olof Anders Sahlstedt, kornett vid Nylands dragonregemente, ombord på Kanonslupen nr 31 - Tilldelad 7:e storleken i guld. [18]
- Johan Fredrik Segercrantz, fänrik vid Arméns flotta, ombord på turuma Norden - Tilldelad 7:e storleken i guld den 10 juli 1791.[27][18]
- Carl Schiöström, kapten vid Arméns flotta, chef på galären Von Seth. - Tilldelad 7:e storleken i guld. [18]
- Adolph Fredric von Schneidau, löjtnant vid Arméns flotta, chef på galären Nerike - 7:e storleken i guld.[17][18]
- Johan Henrik von Schneidau, löjtnant vid Arméns flotta, adjutant vid 11. divisionen, ombord på jakten Jehu  (sårad i strid) - Tilldelad 7:e storleken i guld. [18]
- Lars Silfverstolpe, löjtnant vid livregementet till häst, ombord på hemmema Styrbjörn - Tilldelad 7:e storleken i guld. [18]
- Lars Adolf Skjöldarm, löjtnant vid Arméns flotta, chef på Kanonslupen nr 21 - Tilldelad 7:e storleken i guld. [18]
- Henrik Gustaf Standertsköld, löjtnant vid Arméns flottas finska eskader, chef på Kanonslupen nr 29 -  Tilldelad 7:e storleken i guld den 10 juli 1791.[19][18]
- Stark, löjtnant - Tilldelad 7:e storleken i guld den 10 juli 1791.[27]
- Alexander Reinhold Starck, löjtnant vid Arméns flotta, Sveaborgseskadern  - 7 storleken i guld.[17][18]
- Adolph Fredrik Stierner, kornett vid Nylands dragonregemente, ombord på Kanonslupen nr 17 - Tilldelad 7:e storleken i guld. [18]
- Christopher Stolpe, löjtnant vid Arméns flotta, chef på Kanonslupen nr 26 - Tilldelad 7:e storleken i guld. [18]
- Per Adolf Tham, kornett vid livregementet till häst, ombord på Kanonslupen nr 42 - 7:e storleken i guld.[17][18]
- Carl Adam Taxell, löjtnant vid Nylands infanteriregemente, chef på Kanonslupen nr 7 - Tilldelad 7:e storleken i guld. [18]
- Hans Jakob Tjaeder, löjtnant vid Arméns flotta, ombord på udema Thorborg  - 7:e storleken i guld.[17][18]
- Evert G. von Torcken, löjtnant vid Arméns flotta, chef på Kanonslupen nr 1 -  Tilldelad 7:e storleken i guld den 10 juli 1791.[19][18]
- Per af Trolle, kapten vid Arméns flotta, Sveaborgseskadern, chef för udema Thorborg-  Tilldelad 7:e storleken i guld den 10 juli 1791.[19][18]
- Bengt Gustaf Uggla, kornett vid Nylands dragonregemente - Tilldelad 7:e storleken i guld. [18]
- Isak Vilhelm af Uhr, fänrik vid Arméns flotta, ombord på turuma Norden - 7 storleken i guld.[53][18]
- Bengt Ulfhielm, fänrik vid Upplands regemente, ombord på galären Nyköping - Tilldelad 7:e storleken i guld. [18]
- Johannes (Jean) Unonius, löjtnant vid Arméns flotta, ombord på udema Thorborg  -  Tilldelad 7:e storleken i guld den 10 juli 1791.[19][18]
- Adolph Fredrik von Walden, kornett vid Livdragonregementet, ombord på Kanonslupen nr 26 - Tilldelad 7:e storleken i guld. [18]
- Carl Fredrik Wallenstierna, löjtnant vid Arméns flotta, Sveaborgseskadern, chef på hemmema Hjalmar. -  Tilldelad 7:e storleken i guld den 10 juli 1791.[19][54][18]
- Petter Ulric Wennerquist, löjtnant vid Arméns flotta, chef på Kanonslupen nr 47 - Tilldelad 7:e storleken i guld. [18]
- Nils Westman, löjtnant vid Nylands och Tavastehus läns dragonregemente, ombord på galären Småland - Tilldelad 7:e storleken i guld den 14 mars 1791.[55][18]
- Henrik Gustaf Witfoth, fänrik vid Åbo läns infanteriregemente, ombord på Kanonslup nr 3 - Tilldelad 7:e storleken i guld. [18]
- Carl Magnus Wolfram, löjtnant vid Arméns flotta, chef på Kanonslupen nr 3. - Tilldelad 7:e storleken i guld den 14 mars 1791.[26][18]
- Adolph Wrangel, kapten vid Arméns flotta, fartygschef på galären Von Höpken. - Tilldelad 7:e storleken i guld. [18]
- Conrad Ulrik Meijendorff von Yxkull, fänrik vid Upplands regemente, ombord på galären Wrede - Tilldelad 7:e storleken i guld. [18]
- Johan Gustaf Åhman, löjtnant vid Arméns flotta, chef på Kanonslupen nr 20 - Tilldelad 7:e storleken i guld. [18]

### Fredrikshamnsmedaljen

#### Större

##### I guld
- Hans Henrik Anckarheim, överstelöjtnant vid Arméns flotta, flottans intendent. - Tilldelad 12:e storleken i guld den 10 juli 1791.[27][18]
- August Armfelt, livdragonregementet, överadjutant hos konungen - Tilldelad 12 storleken i guld. [18]
- Adolf Fredrik Brummer, major vid Arméns flotta, Sveaborgseskadern, chef för 11. divisionen  chef på Kanonslupen nr 39 - Tilldelad 12:e storleken i guld den 10 juli 1791.[27][18]
- Carl Edvard Brelin, major vid Amiralitetet, Stabsadjutant, ombord på Amphion . - 12:e storleken i guld [56][18]
- Bror Cederström, överste vid Livgardet, befälhavare vid Landstigningskåren, ombord på Amphion. - Tilldelad 12:e storleken i guld 13 februari 1791.[17][18]
- Carl Adolph Danckwardt, överstelöjtnant vid Arméns flotta, Sveaborgseskadern, chef för 4. kanonslupsdivisionen. - Tilldelad 12:e storleken i guld den 10 juli 1791.[27][57][18]
- Erik Abraham Leijonhufvud, överstelöjtnant vid Nylands och Tavastehus läns dragonregemente - 12:e storleken i guld.[58]
- Johan Georg af Sillén - kapten vid Arméns flotta, adjutant till kungen ombord på Amphion -  12:e storleken i guld.[59][18]
- G. A. Palmfelt, överadjutant vid Arméns flotta - Tilldelad 12:e storleken i guld den 14 mars 1791.[26]
- Robert Magnus von Rosen, major i Armén - 12 storleken i guld[60][18]
- Arvid Virgin, major vid Arméns flotta och överadjutant, chef på galären Östergötland -  Tilldelad 12:e storleken i guld den 14 mars 1791.[26][18]

##### I silver
- Bruse, underskeppare på udema Gamla - 12 storleken i silver.[17]
- Nils Djur, underskeppare på galären Östergöthland - 12 storleken i silver.[17]
- Arvid Julius Egerström, löjtnant vid Amiralitetet, chef på galären Palmstierna - 12 storleken i silver.[17]
- A. Grönvall, överskeppare på galären NordstjärneOrden - 12 storleken i silver.[17]
- A. Knot, överskeppare på galären Ehrenpreutz, förlorad vid Viborgska gatloppet.  - 12 storleken i silver.[17]
- Claes Kullenberg, styckjunkare vid Arméns flotta, Stockholmseskadern ombord på galären NordstjärneOrden - 12 storleken i silver.[17] [61]
- Johan Anton Lönngren, underskeppare på galären Dalarna - 12 storleken i silver.[17]
- N.N., underskeppare på pojama Brynhilda - 12 storleken i silver.[17]

#### Mindre

##### I guld
- Johan Ankarfeldt, löjtnant vid Arméns flotta, Sveaborgseskadern, chef på pojoma Brynhilda -  Tilldelad 7:e storleken i guld den 10 juli 1791.[27][18]
- Eric Magnus Blom, fänrik vid Arméns flotta, chef på Kanonslupen nr 38 -  Tilldelad 7:e storleken i guld den 10 juli 1791.[27][18]
- Carl Fredrik Coyet, löjtnant vid Arméns flotta, Stockholmseskadern- chef på galären Nordstjärneorden, förlorad vid Viborgska gatloppet - 7:e storleken[62][18]
- Eric Floor, fänrik vid Arméns flotta - Tilldelad 7:e storleken i guld den 10 juli 1791.[27][63]
- Otto Ernst Floor, fänrik vid Nylands dragonregemente ombord på galären Småland-  Tilldelad 7:e storleken i guld. [18]
- Johan Hernodh, fänrik vid Arméns flotta, Stockholmseskadern,  chef på galären Ehrenpreutz , förlorad vid Viborgska gatloppet. - Tilldelad 7:e storleken i guld. [18]
- Sven Göran Hjort, löjtnant vid Arméns flotta, chef på Kanonslup nr 23 -  Tilldelad 7:e storleken i guld den 10 juli 1791.[27][18]
- Johan Fredrik Ithemeus, fänrik vid Arméns flotta, chef på Kanonslup nr 8, förlorad vid Viborgska gatloppet - Tilldelad 7:e storleken i guld. [18]
- Pehr Gabriel Kalm, kapten vid Nylands dragonregemente - Tilldelad 7:e storleken i guld. [18]
- Lars Kindberg, sergeant, underofficer vid Livgardet  ombord på Amphion. - Tilldelad 7:e storleken i guld. [18]
- von Korcken, kornett vid Livdragonregementet - Tilldelad 7:e storleken i guld. [18]
- Johan Kuhlberg, löjtnant vid Arméns flotta, Sveaborgseskadern, adjutamt hos Flottans intendent. -  Tilldelad 7:e storleken i guld den 10 juli 1791.[27][18]
- Ephraim Leberecht Lilliegren, löjtnant vid Livdragonregementet - Tilldelad 7:e storleken i guld. [18]
- C. M. Ljungman, fänrik vid Arméns flotta, chef på jakten Jehu -  Tilldelad 7:e storleken i guld den 10 juli 1791.[27][18]
- Fredrik Henrik Mellendorff, fänrik vid Psilanderhielmska regementet - Tilldelad 7:e storleken i guld den 13 mars 1791.[18]
- Johan Gabriel Metzger, fänrik vid Arméns flotta, chef på Kanonbarkass nr 10 - Tilldelad 7:e storleken i guld. [18]
- Alexander Moritz von Schmitterlöw, kapten vid Psilanderhielmska regementet. - Tilldelad 7:e storleken i guld den 13 mars 1791.[64][18]
- Nils von Norrman, löjtnant vid Psilanderhielmska regementet - Tilldelad 7:e storleken i guld den 13 mars 1791.[18]
- Philip von Norrman, fänrik vid Psilanderhielmska regementet - Tilldelad 7:e storleken i guld den 13 mars 1791.[18]
- Ernst Fredric von Platen, löjtnant vid Psilanderhielmska regementet - Tilldelad 7:e storleken i guld den 13 mars 1791.[18]
- Bengt Gustaf Qvist - löjtnant vid Arméns flotta, Sveaborgseskadern, chef på halvgalären Catharina Losch. -  Tilldelad 7:e storleken i guld den 14 mars 1791.[26][18]
- Ludwig von Reichenback, löjtnant vid Arméns flotta, chef på Kanonslupen nr 16, förlorad vid Viborgska gatloppet - Tilldelad 7:e storleken i guld. [18]
- Berndt Johan Rosenlindt, kapten vid Nylands dragonregemente - Tilldelad 7:e storleken i guld. [18]
- Fabian Casimir Roswall, löjtnant vid Arméns flotta, chef på Kanonbarkass nr 9, brigadadjutant vid Tyska brigaden - Tilldelad 7:e storleken i guld. [18]
- Paul Hindrich Scharff, kapten vid Arméns flotta, divisionschef ombord på chefsgalären Seraphimsorden - Tilldelad 7:e storleken i guld. [18]
- Carl Fredric Starck, fänrik vid Åbo läns infanteriregemente, ombord på Amphion- Tilldelad 7:e storleken i guld. [18]
- Johan Carl Strandman, löjtnant vid Arméns flotta, Stockholmseskadern, chef på galären Ehrenpreutz, förlorad vid Viborgska gatloppet. - Tilldelad 7:e storleken i guld. [65]
- Synnerberg, fänrik vid Arméns flotta -  Tilldelad 7:e storleken i guld den 10 juli 1791.[27][18]
- Carl Magnus Tigerstedt, löjtnant vid Nerikes och Wermlands regemente, kammarpage hos kungen - Tilldelad 7:e storleken i guld den 13 februari 1791.[66][18]
- August Theel, fänrik vid Arméns flotta, chef på Kanonslupen nr 54, förlorad vid Viborgska gatloppet - Tilldelad 7:e storleken i guld. [18]
- Florus Toll, kornett vid Nylands dragonregemente - Tilldelad 7:e storleken i guld. [18]
- Carl Johan von Torcken, fänrik vid Arméns flotta, chef för Mörsarbarkassen nr 2 - Tilldelad 7:e storleken i guld. [67]
- Adolph Fredric Torvigge, fänrik vid Nylands infanteriregemente - Tilldelad 7:e storleken i guld. [18]
- Carl Ludvig Trafvenfelt, kapten vid Upplands regemente, ombord på galären Wrede - Tilldelad 7:e storleken i guld. [18]
- Carl Ullner, fänrik vid Arméns flotta, ombord på och efter slaget tillförordnad chef på galären Östergötland förlorad vid Viborgska gatloppet - Tilldelad 7:e storleken i guld. [18]
- Carl Gustaf von Unge, löjtnant vid Arméns flotta, Sveaborgseskadern, chef på Kanonslup nr 25, förlorad vid Viborgska gatloppet. -  Tilldelad 7:e storleken i guld den 10 juli 1791.[27][68][18]
- Alexander Wahrenberg, fänrik vid Arméns flotta, Sveaborgsekadern, chef på udema Gamla - 7:e storleken i guld. [69][18]
- Johan Fredrik Wahrenberg, fänrik vid Arméns flotta - Tilldelad 7:e storleken i guld. [18]
- August Wallenstierna, kornett vid Livdragonregementet - Tilldelad 7:e storleken i guld. [18]
- Nils Wilhelm Westermarck, kornett vid Nylands dragonregemente - Tilldelad 7:e storleken i guld. [18]
- Claes Wrangel, löjtnant vid Arméns flotta, chef för galären Dalarne, förlorad vid Viborgska gatloppet - Tilldelad 7:e storleken i guld. [18]
- Otto Wilhelm Wrangel, löjtnant vid Arméns flotta, chef på galären Wrede - Tilldelad 7:e storleken i guld. [18]
- Carl Gustaf von Yhlen, löjtnant vid Psilanderhielmska regementet - Tilldelad 7:e storleken i guld den 13 februari 1791. [18]
- Roland Öberg, fänrik vid Arméns flotta - Tilldelad 7:e storleken i guld. [18]

### Svensksundsmedaljen

#### Större

##### I guld
- Carl Olof Cronstedt, överstelöjtnant vid Arméns flotta, Stralsundseskadern, flaggkapten, chef för den Tyska brigaden (4. brigaden) och chef för 12. divisionen. - 12:e storleken i guld (återkallad 1809 efter hans kapitulation vid Belägringen av Sveaborg)[18]
- Carl Johan Diederichs, artillerimajor i Arméns flotta, Sveaborgseskadern, och brigadkapten för Tyska brigaden, chef för 12. divisionen, ombord på Chefsbåten nr 5. - 12:e storleken i guld.[70][18]
- Adam Ludvig Lewenhaupt, överste vid Jämtlands regemente, vakthavande kaptenlöjtnant hos Konungen - Tilldelad 12:e storleken i guld den 13 februari 1791.[17][18]
- Per Adolf Malmborg, brigadmajor i Arméns flotta, chef för 3. divisionen, chef på Chefs-Kaijken - Tilldelad 12:e storleken i guld den 10 juli 1791.[27][71][18]
- Carl Adam Pechlin, major vid Arméns flotta, chef för 2. divisionen, chef på galären Kalmar  (sårad i strid) - Tilldelad 12:e storleken i guld den 14 mars 1791.[26][18]
- Adam Gustaf Schwarzer, överstelöjtnant vid Psilanderhielmska regementet, ombord på galären Taube. - Tilldelad 12 storleken i guld den 13 mars 1791. [18]
- Victor von Stedingk, överstelöjtnant i Arméns flotta, chef för den  Svenska brigaden (1. brigaden) och chef för 1. divisionen, ombord på hemmema Styrbjörn - 12:e storleken i guld[18]
- Fredrik Stiernblad, ryttmästare i armén och stabsadjutant - Tilldelad 12 storleken i guld. [18]
- Jacob Törning, överstelöjtnant vid Arméns flotta, chef för Bohuslänska brigaden (2. brigaden) och chef för 5. divisionen, ombord på  Chefsslupen.  (sårad i strid) - Tilldelad 12 storleken i guld. [18]

##### I silver
- Petter Bergström, underskeppare på kutterbriggen Alexander - 12 storleken i silver.[17]
- C. J. Björkman, styckjunkare, chef på Kanonjolle nr 30 - 12 storleken i silver.[17]
- J. Brandt, underofficer, chef på Kanonjolle nr 63 - 12 storleken i silver.[17]
- Johan Henrik Bredberg, sergeant på Kanonslup nr 109,  (sårad i strid), (GMtf) - 12 storleken i silver.[17]
- Dickelmann, underofficer, styrman och chef på Kanonjolle nr 51. - 12 storleken i silver.[17]
- Elfstadius, underofficer på hemmema Styrbjörn. - 12 storleken i silver.[17]
- Enggren, lärstyrman på Kanonjolle nr 59 - 12 storleken i silver.[17]
- P. E. Essén, överskeppare på galären Jemtland - 12 storleken i silver.[17]
- G. Forsgren, sergeant på galären Jemtland - 12 storleken i silver.[17]
- G. Fölscher, styrman och chef på Kanonjolle 59 - 12 storleken i silver.[17]
- Olof Frisk, överskeppare på hemmema Starkotter - 12 storleken i silver.[17]
- Samuel Grönberg, överskeppare på galären Nyköping - 12 storleken i silver.[17]
- O. Griss, överkseppare på hememma Starkotter - 12 storleken i silver.[17]
- S. Grönberg, överskeppare på galären Nykäpimg - 12 storleken i silver.[17]
- Grönberg, högbåtsman på Kanonjolle 62 - 12 storleken i silver.[17]
- Helin, högbåtsman på Kanonjolle 64 - 12 storleken i silver.[17]
- Gabriel Timotheus Herlitz, överstyrman, chef på Norrköpingsjolle nr 5 - 12 storleken i silver[72]
- J. C. Holtfreter, styrman på Kanonjolle nr 53 - 12 storleken i silver.[17]
- Holmström, överstyrman på Kanonjolle nr 56  - 12 storleken i silver.[17]
- Högelin, högbåtsman på Kanonjolle nr 61  - 12 storleken i silver.[17]
- H. Hök, sergeant, chef på Mörsarbarkassen nr 2  - 12 storleken i silver.[17]
- G. Justin, sergeant på galären Nyköping  - 12 storleken i silver.[17]
- Kamp, överstyrman på Kanonjolle nr 56  - 12 storleken i silver.[17]
- Karpeus, styckjunkare på Kanonjolle nr 50  - 12 storleken i silver.[17]
- Hindrik Kräft, underofficer, chef på Kanonjolle nr 62  - 12 storleken i silver.[17]
- Gabriel Lenning, styckjunkare på kutterbriggen Alexander  - 12 storleken i silver.[17]
- Lilja, kongl. flagkonstapel på ammunitionsbåt  - 12 storleken i silver.[17]
- M. Lindström, sergeant, chef på Kanonjolle nr 48  - 12 storleken i silver.[17]
- Petter Magnus Lyckman, förhyrd uppbörds sergeant på galären Helsingland  - 12 storleken i silver.[17]
- C. U. Lyhr, överstyrman, chef på Kanonjolle nr 49 - 12 storleken i silver.[17]
- A. Löfgren, styrman på Kanonjolle nr 57 - 12 storleken i silver.[17]
- C. Meurling, styckjunkare, chef på Kanonjolle nr 16 - 12 storleken i silver.[17]
- Is. Mineur, överskeppare på galären Helsingland - 12 storleken i silver.[17]
- M. Nordlund, överstyrman, chef på Kanonjolle nr 13 - 12 storleken i silver.[17]
- J. H. Qwick, styckjunkare, chef på Kanonjolle nr 46 - 12 storleken i silver.[17]
- O. Rijk, styrman, underofficer och chef på Kanonjolle nr 60 - 12 storleken i silver.[17]
- F. Renström, styckjunkare, chef på Kanonjolle nr 10 - 12 storleken i silver.[17]
- Rickert, styrman på Kanonjolle nr 58 - 12 storleken i silver.[17]
- J. Scherman, styckjunkare, chef på Kanonslupen nr 117 - 12 storleken i silver.[17]
- Georg Friedrich von Seitz, fältväbel vid Konungens eget värvade regemente - 12 storleken i silver, (tilldelad DT:s 1789)[73]
- Petter Kristian Schiönning, medelstyrman vid Arméns flotta, Bohuslänska eskadern på Kanonslupen nr 79 - 12 storleken i silver [74]
- C. Schultz, styrman, underofficer, chef på Kanonjolle nr 61 - 12 storleken i silver.[17]
- Sele, överskeppare på Kanonjolle nr 51 - 12 storleken i silver.[17]
- Adolph Peter von Sietmann, förare vid von Stedingks värvade regemente ( SMts  1790) - 12 storleken i silver.[17]
- Carl Gustaf Silfversvärd, rustmästare vid von Stedingks värvade regemente - 12 storleken i silver. [75]
- Sjöblom, högbåtsman på Kanonjolle nr 60 - 12 storleken i silver.[17]
- Skotte, underofficer på Kanonjolle nr 64 - 12 storleken i silver.[17]
- A. F. Smidt, underskeppare på udema Ingeborg - 12 storleken i silver.[17]
- Starck, högbåtsman på Kanonjolle nr 63 - 12 storleken i silver.[17]
- C. M. Stenberg, styckjunkare, chef på Kanonjolle nr 11 - 12 storleken i silver.[17]
- Bengt Strand, styckjunkare på hemmema Starkotter - 12 storleken i silver.[17]
- P. A. Svensson (SMts 1790, GMtf 1810), underlöjtnant vid örlogsflottan - 12 storleken i silver.[17]
- S. Trapp, underofficer, chef på Kanonjolle nr 57 - 12 storleken i silver.[17]
- Veisman styckjunkare på galären Westervik - 12 storleken i silver.[17]
- B. M. Vellingk, sergeant, chef på Kanonjolle nr 14 - 12 storleken i silver [76]
- Vennström, medelstyrman på Kanonjolle nr 1 - 12 storleken i silver.[17]
- Viberg, lärstyrman på Kanonjolle nr 58 - 12 storleken i silver.[17]
- Jacob Wilde, sergeant på galären Halland (SMts 1808) - 12 storleken i silver.[17]
- T. E. Wolter, underofficer, styrman och chef på Kanonjolle nr 52 - 12 storleken i silver.[17]
- Åkerlund, överskeppare på galären Westervik - 12 storleken i silver.[17]
- Åkerstedt, överskeppare på galären Halland - 12 storleken i silver.[17]
- Hans Öman, överskeppare på Kanonjolle nr 53 - 12 storleken i silver.[17]
- Lars Österlund, styckjunkare på hemmema Styrbjörn - 12 storleken i silver.[17]

#### Mindre

##### I guld
- M. Andersson, fänrik vid Arméns flotta, ombord på hemmema Styrbjörn - Tilldelad 7:e storleken i guld. [18]
- Carl Christoffer Aminoff, kornett vid Livdrabantkåren, Ridpage till konungen - Tilldelad 7:e storleken i guld. [18]
- Feodor Mauritz Aminoff, kapten vid livgardet, ombord på hemmema Starkotter -  Tilldelad 7:e storleken i guld den 10 juli 1791.[27][18]
- Anders Gabriel Arrhén von Kapfelman, fänrik vid Arméns flotta, Stockholmseskadern, fartygschef på Mörsarbarkassen nr. 5 - Tilldelad 7:e storleken i guld.[77]
- Carl Jacob Arrhén von Kapfelman, fänrik på extra stat vid Arméns flotta, Stockholmseskadern, chef på Kanonslupen nr 120. - 7 storleken i guld.[78][18]
- Carl Adolph Backman, löjtnant vid Arméns flotta, chef på Kanonslupen nr 121 -  Tilldelad 7:e storleken i guld den 10 juli 1791.[27][18]
- Christian Barnekow, fänrik vid Livgardet, ombord på hemmema Starkotter - 7:e storleken.[79][18]
- Christian Ludvig Barnekow, kornett vid Östgöta kavalleriregemente, ombord på Kanonslupen nr 65 - Tilldelad 7:e storleken i guld. [18]
- Jesper Albrekt Benzelstierna, fänrik vid Amiralitetet, chef på Mörsarebarkassen nr 8 - 7:e storleken i guld.[80][18]
- Carl Christian Berg, löjtnant vid Arméns flotta, Bohuslänska eskadern, fartygschef på Kanonslupen nr 101. (sårad i strid) - Tilldelad 7:e storleken i guld. [18]
- Laurentz Berlin, fänrik vid Arméns flotta, chef på Norrköpingsjolle nr 1 - Tilldelad 7:e storleken i guld. [18]
- Carl Wilhelm Bäärnhielm, löjtnant vid Arméns flotta, Bohuslänska eskadern, chef på Kanonslupen nr 103  - Tilldelad 7:e storleken i guld. [18]
- Carl Ludvig de Besche, löjtnant vid Arméns flotta, Sveaborgseskadern, chef för galären Jemtland - Tilldelad 7:e storleken i guld.[81][18]
- Adolf Fredrik Blåfield, fänrik vid Arméns flotta, Sveaborgseskadern, chef på Kanonslup nr 37 - Tilldelad 7:e storleken i guld den 10 juli 1791.[27][82][18]
- Carl Henrik Boije, fänrik vid Hintzensternska värvade bataljonen, ombord på galären Helsingland. - Tilldelad 7:e storleken i guld den 13 mars 1791. [18]
- Gustaf Boije, kapten vid Hintzensternska värvade bataljonen, ombord på galären Helsingland. - Tilldelad 7:e storleken i guld den 13 mars 1791. [18]
- Hans Gustaf Braun, löjtnant vid Sandelska värvade bataljonen, ombord på udema Ingeborg. - Tilldelad 7:e storleken i guld. [18]
- Magnus Fredrik Braun, kornett vid Östgöta kavalleriregemente, ombord på Kanonslupen nr 61 - Tilldelad 7:e storleken i guld. [18]
- Johan Jacob Brusewitz, fänrik vid Arméns flotta, Bohuslänska eskadern, chef på Kanonslupen nr 113  (sårad i strid). - 7:e storleken i guld.[17][18]
- Mauritz Johan Bäck, fänrik vid Arméns flotta - Tilldelad 7:e storleken i guld. [18]
- Elias Carlbeck, fänrik vid Arméns flotta, Sveaborgseskadern, andre man på galären Halland. (sårad i strid) - Tilldelad 7:e storleken i guld den 9 september 1791.[83][18]
- Wilhelm Carlberg, löjtnant vid Arméns flotta, Bohuslänska eskadern, chef på Kanonslupen nr 108 - Tilldelad 7:e storleken i guld. [18]
- Samuel Carlström, fänrik vid Arméns flotta, ombord på hemmema Starkotter - Tilldelad 7:e storleken i guld. [18]
- Claes Collander, löjtnant vid Arméns flotta, Stockholmseskadern, chef på kutterbriggen Alexander. - 7:e storleken i guld.[84][18]
- Otto Patrik Craaford, löjtnant vid Kalmar regemente, ombord på Kanonslupen nr 82 -  Tilldelad 7:e storleken i guld den 18 september 1791.[85][18]
- Leonard Dahl, fänrik vid Upplands regemente - Tilldelad 7:e storleken i guld. [18]
- Daniel Dahlerus, fänrik vid Arméns flotta, chef på Kalmarjolle nr 4 -  Tilldelad 7:e storleken i guld den 18 september 1791.[86][18]
- Carl Fredrik Dahleman, löjtnant vid Arméns flotta, chef på Kanonslupen nr 52 - Tilldelad 7:e storleken i guld. [18]
- Petter Dahlin, löjtnant vid Arméns flotta, Bohuslänska eskadern, chef på Kanonslupen nr 112 - Tilldelad 7:e storleken i guld. [18]
- Carl Lorentz Danckwardt, fänrik vid arméns flotta, Sveaborgseskadern, ombord på galären Westervik -  Tilldelad 7:e storleken i guld den 10 juli 1791.[87][18]
- Herman Ulrik af Dittmer, löjtnant vid von Stedingks värvade regemente, ombord på Kanonslupen nr 116 - 7 storleken i guld[88][18]
- Berndt Johan Dobbin, löjtnant vid Nylands infanteriregemente, chef på Kanonbarkassen nr 1 - 7:e storleken i guld.[89][18]
- Jacob Johan Dorph, löjtnant vid Arméns flotta, chef på Kanonslupen nr 57 -  Tilldelad 7:e storleken i guld den 10 juli 1791.[27][18]
- Lars Georg Drake af Hagelsrum, löjtnant vid Smålands kavalleriregemente, ombord på Kanonjolle nr 57. - 7:e storleken i guld.[90][17][18]
- Anders Fredrik Edling, fänrik vid Arméns flotta, chef på Kanonslupen nr 66 - Tilldelad 7:e storleken i guld. [18]
- Edman, fänrik vid Arméns flotta - Tilldelad 7:e storleken i guld. [18]
- Gudmund Eklund, löjtnant vid Arméns flotta, chef på Kanonslupen nr 82 - Tilldelad 7:e storleken i guld. [18]
- Peter Eklund,  fänrik vid Arméns flotta, chef på Kanonslupen nr 74 - Tilldelad 7:e storleken i guld. [18]
- C. P. Enander, löjtnant vid Arméns flotta, chef på Kanonslupen nr 115 - Tilldelad 7:e storleken i guld. [18]
- Axel Ennes, kapten  vid von Stedingks värvade regemente, ombord på Kanonslupen nr 105 - 7 storleken i guld[91][18]
- Olof Eschelsson, fänrik vid Amiralitetet, fartygschef på kungliga skonerten Amphion - Tilldelad 7:e storleken i guld. [18]
- Axel Fredrik von Essen, kapten vid Kalmar regemente, ombord på Kanonslupen nr 78. -  Tilldelad 7:e storleken i guld den 18 september 1791.[85][18]
- Carl Gustaf Fagerström, fänrik vid Arméns flotta, chef på Kanonslupen nr 76 -  Tilldelad 7:e storleken i guld den 14 mars 1791.[55][18]
- Isac Otto Falkman, löjtnant vid Arméns flotta, chef på Kanonslupen nr 24 -  Tilldelad 7:e storleken i guld den 14 mars 1791.[26][18]
- Johan Wilhelm Favorin, löjtnant vid Arméns flotta, chef på Kanonslupen nr 50 -  Tilldelad 7:e storleken i guld den 10 juli 1791.[27][18]
- Johan von Feilitzen, kornett vid Östgöta kavalleriregemente, ombord på Kanonslupen nr 71  - Tilldelad 7:e storleken i guld. [18]
- Olof von Feilitzen, kornett vid Östgöta kavalleriregemente, ombord på Kanonslupen nr 60 - Tilldelad 7:e storleken i guld. [18]
- Johan Ludvig Fleming af Liebelitz, fänrik vid Arméns flotta, chef på Kanonslupen nr 55. - 7:e storleken i guld[92][18]
- Carl Petter Forsberg, löjtnant vid Arméns flotta, chef på Halvgalären nr 3- Tilldelad 7:e storleken i guld.[93]
- Samuel Ulrik de Frese, fänrik vid Arméns flotta, ombord på chefsgalären Seraphimsorden - Tilldelad 7:e storleken i guld. [18]
- Johan Otto von Friesen, kapten vid Upplands regemente, ombord på galären Kalmar  - 7 storleken i guld[94][18]
- Enok Furuhjelm, stabskapten vid Livdragonregementet, ombord på galären Vestgötadal - 7 storleken i guld[95][18]
- Gustaf Gadd, löjtnant vid Arméns flotta, Bohuslänska eskadern, brigadadjutant vid 3. brigaden, ombord på Chefslupen - Tilldelad 7:e storleken i guld. [18]
- J. R. Gavelholm, fänrik vid Upplands regemente, ombord på galären Stockholm - Tilldelad 7:e storleken i guld. [18]
- D. Grén, fänrik på kanonjollen Norrköpingjolle nr 1 - 7:e storleken i guld.[17][18]
- Carl Gustaf von Greiff, ryttmästare vid livregementet till häst, ombord på hemmema Styrbjörn'- 7:e storleken i guld[96][18]
- Gustaph Adolph Grubbe, löjtnant vid Arméns flotta, chef på Kanonslupen nr 85 - Tilldelad 7:e storleken i guld. [18]
- S. Gråberg, fänrik vid Arméns flotta, chef på Kanonjolle nr 55 - Tilldelad 7:e storleken i guld. [18]
- Carl Johan Görges, kornett vid Östgöta kavalleriregemente, ombord på Kanonslupen nr 63 - Tilldelad 7:e storleken i guld. [18]
- Georg Haegert, kofferdiskeppare, konstituerad underlöjtnant vid Arméns flotta, chef på Mörsarebarkassen nr 6. - 7 storleken i guld[97][18]
- Carl Hansson, major vid Arméns flotta, brigadkapten för den Svenska brigaden och chef för hemmema Styrbjörn - Tilldelad 7:e storleken i guld den 14 mars 1791.[98][18]
- Eric Haartman, fänrik vid Arméns flotta, chef på  Kanonslupen nr 69. - Tilldelad 7:e storleken i guld. [18]
- Axel George Hasenkampff, fänrik vid Kalmar regemente, ombord på Kanonslupen nr 89- Tilldelad 7:e storleken i guld den 18 september 1791.[86][99]
- Petter Heidenberg, kapten vid Arméns flotta, chef på Kanonbarkass nr 13 - Tilldelad 7:e storleken i guld. [18]
- Axel Hellström, fänrik vid Arméns flotta, ombord på hemmema Styrbjörn - Tilldelad 7:e storleken i guld. [18]
- Berndt Gustaf Hennings, löjtnant vid Hintzensternska värvade bataljonen, ombord på galären Helsingland - Tilldelad 7:e storleken i guld den 13 mars 1791.[18]
- Erik Abraham Herbst, löjtnant vid Arméns flotta, Bohuslänska eskadern, chef på Kanonslupen nr 104 - Tilldelad 7:e storleken i guld. [18]
- Anders Fabiansson Hilleström, fänrik vid Arméns flotta, Bohuslänska eskadern, chef på Kanonslupen nr 111 - Tilldelad 7:e storleken i guld. [18]
- Johan Gustaf Hilleström, löjtnant vid Arméns flotta, chef på Kanonslupen nr 68 - Tilldelad 7:e storleken i guld. [18]
- Adolph Hiorth, fänrik vid Hintzensternska värvade bataljonen, ombord på galären Westervik- Tilldelad 7:e storleken i guld. [18]
- Carl Jakob Hjärne, löjtnant vid Arméns flotta, chef på Kanonslupen 71 - 7:e storleken i guld[100]
- Johan Wilhelm Hoffman, fänrik vid Arméns flotta, ombord på hemmema Styrbjörn - Tilldelad 7:e storleken i guld. [18]
- Johan Fredrik Hoffgren, fänrik vid Arméns flotta, Stockholmseskadern, sekundchef på galären Helsingland - Tilldelad 7:e storleken i guld.[101]
- Johan Jakob Holmstedt, fänrik vid Kalmar regemente, ombord på Kanonslupen nr 84 - Tilldelad 7:e storleken i guld den 18 september 1791.[17][86][18]
- Anders Fredrik Hygrell, kapten vid Armëns flotta, chef på Kanonslupen nr 13 - 7:e storleken i guld-[102][18]
- Henrik Hård, fänrik vid Upplands regemente, ombord på galären Halland - Tilldelad 7:e storleken i guld. [18]
- Paco Wilhelm Hårleman, fänrik vid Upplands regemente, ombord på Kanonslupen nr 75 - Tilldelad 7:e storleken i guld. [18]
- Elof Ihre, löjtnant vid Livregementet til häst, ombord på Kanonslupen nr 52 - Tilldelad 7:e storleken i guld. [18]
- Gustaf Insenstierna, löjtnant vid von Stedingks värvade regemente, ombord på Kanonslupen nr 107 - 7:e storleken i guld. [103][18]
- Philip Jennings, fänrik vid Upplands regemente, ombord på galären Nyköping - Tilldelad 7:e storleken i guld. [18]
- Johan Daniel Justi, fänrik vid Arméns flotta, chef på Kalmarjollen nr 2 - Tilldelad 7:e storleken i guld. [18]
- Johan Adolph Kalmberg, fänrik vid Arméns flotta, adjutant vid 2. divisionen, ombord på galären Kalmar -  Tilldelad 7:e storleken i guld den 10 juli 1791.[87][18]
- Carl Fredrik Key, kornett vid Smålands kavalleriregemente - 7:e storleken i guld den 13 februari 1792.[17][18]
- Daniel Henrik Kihlman, löjtnant i Arméns flotta, Bohuslänska eskadern, chef på Kanonslupen nr 116 - Tilldelad 7 storleken i guld. [104][18]
- Henrik Göran Klingspor, kornett vid Östgöta kavalleriregemente, ombord på Kanonslupen nr 59 - 7:e storleken i guld.[105][18]
- C. Klingvall, löjtnant vid Arméns flotta, Bohuslänska eskadern, fartygschef på Kanonslupen nr 102.  (sårad i strid) - Tilldelad 7:e storleken i guld. [18]
- Christopher Knutsson, fänrik vid Arméns flotta, ombord på kutterbriggen Alexander - Tilldelad 7:e storleken i guld. [18]
- N. Kollberg, löjtnant vid Arméns flotta, chef på Kanonslupen nr 88 - Tilldelad 7:e storleken i guld. [18]
- Carl Gustaf von Kræmer, fänrik vid Arméns flotta, chef på Kanonslupen nr 10 -  Tilldelad 7:e storleken i guld den 10 juli 1791.[27][18]
- Erik Magnus Krusell, fänrik vid Arméns flotta, Bohuslänska eskadern, divisionsadjutant, ombord på Chefsbåten nr 4 - Tilldelad 7:e storleken i guld. [18]
- Krusell, löjtnant vid Arméns flotta - Tilldelad 7:e storleken i guld. [18]
- Carl Johan Krusell, löjtnant vid von Stedingks värvade  regemente, ombord på Kanonslupen nr 106.[18]
- Johan Carl Kuylenstierna, kornett vid Östgöta kavalleriregemente, ombord på Kanonslupen 77 - Tilldelad 7 storleken i guld.[106][18]
- Gustaf Olof Lagerbring, kapten vid Upplands regemente, ombord på galären Nyköping - 7:e storleken i guld[107][18]
- Carl Olof Lagerheim, kornett vid Livregementet till häst, ombord på Kanonslupen nr 55 - Tilldelad 7:e storleken i guld. [18]
- Christian von der Lancken, underlöjtnant vid Stralsunds artilleribataljon, ombord på Kanonjolle nr 51 - Tilldelad 7:e storleken i guld den 13 mars 1791. [18]
- Sven Lendin, fänrik vid Arméns flotta,  Bohuslänska eskadern, chef på Kanonslupen nr 89. - Tilldelad 7:e storleken i guld. [18]
- Augustin Leijonsköld, löjtnant vid Upplands regemente, ombord på galären Wrede - 7 storleken i guld.[108][109][18]
- Gustaf Levin, löjtnant vid Arméns flotta, chef för galären Nyköping - 7 storleken i guld.[110][111][18]
- Christian Adolf Axel Liljensparre, löjtnant vid Arméns flotta, Stockholmseskadern, chef för galären Helsingland. - Tilldelad 7:e storleken i guld den 13 februari 1791. [112][18]
- Carl Magnus Lind fänrik vid Arméns flotta, chef på Kanonslup nr 27 -  Tilldelad 7:e storleken i guld den 18 september 1791.[86]
- Tomas Lindbom, löjtnant vid Arméns flotta, Bohuslänska eskadern, chef på Kanonslupen nr 107 - Tilldelad 7:e storleken i guld. [18]
- Axel Gustaf Ljung, löjtnant vid Arméns flotta, chef på Kanonslupen nr 63 - Tilldelad 7:e storleken i guld. [18]
- Claes Adolph Ljunggren, löjtnant vid Arméns flotta, chef på Kanonslupen nr 49 - Tilldelad 7:e storleken i guld. [18]
- Gudmund Löwenhielm, fänrik vid Arméns flotta, chef på Kanonslupen nr 84 - 7:e storleken i guld[113][18]
- Johan Fredrik Malmborg, sergeant vid Arméns flottas, chef på Kanonslupen nr 65  - 7:e storleken i guld.[114][18]
- Petter Gustaf Malmborg, fänrik vid Arméns flotta, adjutant på 6. divisionen, ombord på galären Chefs-kaijken. - Tilldelad 7:e storleken i guld den 10 juli 1791.[27][115]
- Lars Malmstén, kapten vid Arméns flotta, Bohuslänska eskadern, brigadkapten vid 3. brigaden, ombord på Chefsbåten nr 6 - Tilldelad 7:e storleken i guld. [18]
- Jacob G. Marqvardt, fänrik vid Arméns flotta, ombord på galären Småland - Tilldelad 7:e storleken i guld. [18]
- Samuel Melander af Huss, löjtnant Arméns flotta, adjutant hos flaggkaptenen  - 7:e storleken i guld[116][18]
- Johan Israel Melin fänrik vid Arméns flotta, chef på Kalmarjollen nr 3 -  Tilldelad 7:e storleken i guld den 18 september 1791.[86][18]
- Johan Adam Moberg, fänrik vid Arméns flotta, Bohuslänska eskadern, fartygschef på Kanonslupen nr 79. - Tilldelad 7:e storleken i guld. [18]
- Gustaf Leonard Montgomery, fänrik vid Arméns flotta, ombord på hemmema Styrbjörn'. - 7:e storleken i guld.[117][18]
- Carl Theodor Morin, löjtnant vid Arméns flotta, Stockholmseskadern, fartygschef på Kanonslupen nr 59. - Tilldelad 7:e storleken i guld. [18]
- Carl F. Mostedt, fänrik vid Sandelska värvade bataljonen, ombord på udema Ingeborg  (sårad i strid) - Tilldelad 7:e storleken i guld. [18]
- Carl Johan Munck af Fulkila, kapten vid Arméns flotta, Sveaborgseskadern, chef för udema Ingeborg - Tilldelad 7:e storleken i guld [118][119][18]
- Erik Nyberg, fänrik vid Arméns flotta, chef på Kanonslupen nr 75 -  Tilldelad 7:e storleken i guld den 14 mars 1791.[55][18]
- Carl Fredrik Nordberg, löjtnant vid Arméns flotta, chef på galären Westervik. - Tilldelad 7:e storleken i guld. [18]
- Adolph Nycander, löjtnant vid Arméns flotta, ombord på chefsgalären Seraphimsorden -  Tilldelad 7:e storleken i guld den 10 juli 1791.[27]
- Mattias  Odelius, löjtnant vid Arméns flotta, chef på Kanonslup nr 53 -  Tilldelad 7:e storleken i guld den 14 mars 1791.[55][18]
- Johan/Jonas Olifvelöf, fänrik vid Arméns flotta, chef på Norrköpingjolle nr 3 - 7:e storleken i guld.[17][18]
- Johan Vilhelm Palmstruch, löjtnant vid Arméns flotta, chef för Mörsaredivisionen och fartygschef för kuttern Thor - 7:e storleken i guld[120][18]
- Christian Friedrich Papke, kapten vid Kalmar regemente, ombord på Kanonslupen nr 83. - Tilldelad 7:e storleken i guld den 18 september 1791.[85][18]
- Johan Christopher Petreji, fänrik vid Arméns flotta, adjutant vid 13. divisionen, ombord på jakten Tärnan. -  Tilldelad 7:e storleken i guld den 10 juli 1791.[87][18]
- Gustaf Pfeiff, fänrik vid livgardet, ombord på hemmema Starkotter - 7:e storleken i guld[121][18]
- Carl-Gustaf Planting-Gyllenbåga, kapten vid von Stedingks värvade regemente, ombord på Kanonslupen nr 101 - 7:e storleken i guld[122][18]
- Carl George Filip Johan von Pollet, kapten vid Stralsunds artilleribataljon, ombord på Kanonslupen nr 77. - Tilldelad 7:e storleken i guld den 13 mars 1791.[123]
- Carl Queckfeldt fänrik vid Kalmar regemente, ombord på Kanonjolle nr 63 -  Tilldelad 7:e storleken i guld den 18 september 1791.[86][124][18]
- Nils Jacob Rahm, kapten vid Arméns flotta, chef på Kanonslupen nr 83 - Tilldelad 7:e storleken i guld. [18]
- Carl Vilhelm Rappe fänrik vid Kalmar regemente, ombord på Kanonslupen nr 79 -  Tilldelad 7:e storleken i guld den 18 september 1791.[86][18]
- Frantz Herman von Rheder, löjtnant vid Hintzensternska värvade bataljonen, ombord på galären Westervik - Tilldelad 7:e storleken i guld den 13 mars 1791.[18]
- Petter Roos, fänrik vid Arméns flotta, sekundchef på kutterbriggen Alexander - Tilldelad 7:e storleken i guld. [18]
- Thomas Fredrik Rudebeck, löjtnant vid Kalmar regemente, ombord på Kanonslupen nr 85 -  Tilldelad 7:e storleken i guld den 18 september 1791.[85][18]
- Anders Johan Sahlsten, löjtnant vid Bohusläns lätta dragonregemente, ombord på Kanonslupen nr 102. - Tilldelad 7:e storleken i guld. [18]
- Lars Ulric Sandberg, kornett vid Östgöta kavalleriregemente, ombord på Kanonslupen nr 49 - 7 storleken i guld.[125][18]
- Friedrich Wilhelm Salomon, fänrik vid Hintzensternska värvade bataljonen, ombord på galären Halland - Tilldelad 7:e storleken i guld den 13 mars 1791.[18]
- Magnus Sandelius, löjtnant vid Arméns flotta, Bohuslänska eskadern, chef på Kanonslupen 106 - Tilldelad 7:e storleken i guld. [18]
- Johan Niklas Schröder, underlöjtnant vid Artilleriet - Tilldelad 7:e storleken i guld. [18]
- Otto Vilhelm Schulman, kornett vid Nylands och Tavastehus dragonregemente, ombord på Kanonslupen nr 20  - Tilldelad 7:e storleken i guld den 16 augusti 1791.[126][18]
- Johan Herman Schützercrantz, kapten vid Arméns flotta, chef på hemmema Starkotter- 7:e storleken[127][18]
- Hans Johan Schött, fänrik, chef på kanonjollen Norrköpingjolle nr 2 - 7:e storleken i guld.[17]
- Olof Segerberg, löjtnant vid Arméns flotta, ombord på galären Halland - Tilldelad 7:e storleken i guld. [18]
- Jonas Segersten fänrik vid Kalmar regemente, ombord på Kanonjolle nr 61 -  Tilldelad 7:e storleken i guld den 18 september 1791.[86][18]
- Petter Ulrich Sierck, löjtnant vid Arméns flotta, Sveaborgseskadern, chef på Kanonslupen nr 123 -  Tilldelad 7:e storleken i guld den 10 juli 1791.[27][18]
- Johan David Silfverstolpe, löjtnant vid Livregementet till häst, ombord på Kanonslupen nr 41 - Tilldelad 7:e storleken i guld den 14 mars 1791[128][129][18]
- Carl Magnus Sivertsson, fänrik vid Arméns flotta, Bohuslänska eskadern, fartygschef på Kanonslupen nr 78- Tilldelad 7:e storleken i guld. [18]
- Carl Johan Sjöholm, löjtnant vid Arméns flotta, Stockholmseskadern - Tilldelad 7:e storleken i guld.[130]
- Petter Abraham Spaak, löjtnant vid Arméns flotta, chef på Kanonslupen nr 44  (sårad i strid) -  Tilldelad 7:e storleken i guld den 10 juli 1791.[27][18]
- C J Stridsberg, fänrik vid Arméns flotta, chef på Kanonjolle nr 54 - Tilldelad 7:e storleken i guld. [18]
- Jon Stålhammar, fänrik vid Kalmar regemente, ombord på Kanonslupen nr 88 -  Tilldelad 7:e storleken i guld den 18 september 1791.[85][18]
- Jakob Fredrik Svedenstierna, fänrik vid Arméns flotta, ombord på galären Nyköping - Tilldelad 7:e storleken i guld. [18]
- Carl Adam Söderman, löjtnant vid Arméns flotta, chef på Kanonslupen nr 81 - Tilldelad 7:e storleken i guld. [18]
- Carl Anders Söderman, löjtnant vid Arméns flotta, chef på Kanonslupen nr 64- Tilldelad 7:e storleken i guld. [18]
- Gustaf Lorentz Tarmouth, fänrik vid Arméns flotta, ombord på galären Jemtland. - Tilldelad 7:e storleken i guld. [18]
- Sebastian Ulric Tham, löjtnant vid von Stedingks värvade regemente, ombord på Kanonslup nr 109 - Tilldelad 7:e storleken i guld. [18]
- Christian Tollstedt, fänrik vid Arméns flotta, chef på Kanonslupen nr 62  (sårad i strid) - Tilldelad 7:e storleken i guld. [18]
- Johan Berndt von Torcken, fänrik vid Arméns flotta, ombord på udema Ingeborg  -  Tilldelad 7:e storleken i guld den 10 juli 1791.[27]
- August Edvard af Trolle, kapten vid Arméns flotta, fartygschef på Kanonslupen nr 77. - Tilldelad 7:e storleken i guld. [18]
- Claes Johan Uggla, fänrik vid Tavastehus regementes jägarbataljon, ombord på galären Von Seth- 7 storleken i guld.[131]
- Carl Fredrik Ulfsparre, fänrik vid Upplands regemente, ombord på galären Kalmar - Tilldelad 7:e storleken i guld. [18]
- Jacob Anders Ulfsparre, fänrik vid Upplands regemente, ombord på galären Kalmar - Tilldelad 7:e storleken i guld. [18]
- Fredrik Ullner, fänrik vid Arméns flotta, Sveaborgseskadern, ombord på udema Ingeborg  - Tilldelad 7:e storleken i guld 1791.[132]
- Carl August Wallenstråle, fänrik vid Arméns flotta, ombord på hemmema Starkotter - Tilldelad 7:e storleken i guld. [18]
- Fredrik Frans Wallenstråle, fänrik vid Arméns flotta, Stockholmseskadern, chef på Kanonslupen nr 87. - Tilldelad 7:e storleken i guld den 14 mars 1791.[17][55]
- Fredrik Göran Wallenstråle, fänrik vid Arméns flotta, chef på Kanonslupen nr 125 - Tilldelad 7:e storleken i guld. [18]
- Bengt Wallis, fänrik vid Arméns flotta, chef på Halvgalären nr 5 - Tilldelad 7:e storleken i guld. [18]
- Johan August von Wachenhusen, kapten vid Hintzensternska värvade bataljonen, ombord på galären Halland. - Tilldelad 7:e storleken i guld den 13 mars 1791. [18]
- Zacharias Warnberg, fänrik vid Arméns flotta, Stockholmseskadern, ombord på hememma Styrbjörn - Tilldelad 7:e storleken i guld.[133]
- Vellingk, flaggkonstapel på Udema Ingeborg - Tilldelad 7:e storleken i guld den 10 juli 1791.[17][87][18]
- Carl Ulric Wennberg, fänrik vid Kalmar regemente, ombord på Kanonslupen nr 90 - Tilldelad 7:e storleken i guld den 18 september 1791.[85][18]
- Carl Christian Wennersten, löjtnant vid Arméns flotta, Bohuslänska eskadern, chef på Kanonslupen nr 105 - Tilldelad 7:e storleken i guld. [18]
- Carl Fredrik Westring, fänrik vid Arméns flotta, Bohuslänska eskadern, fartygschef på Kanonslupen nr 80 - Tilldelad 7:e storleken i guld. [18]
- Eric Wik (Wick), fänrik vid Arméns flotta, ombord på galären Vestgötadal. - Tilldelad 7:e storleken i guld. [18]
- Johan Israel Wijkar (Vickart), löjtnant vid Arméns flotta, ombord på galären Westervik. - Tilldelad 7:e storleken i guld. [18]
- Johan Erik Wikström, fänrik vid Upplands regemente, ombord på Kanonslupen nr 122  (sårad i strid) - Tilldelad 7:e storleken i guld. [18]
- J. M. Witte, fänrik vid Arméns flotta, chef på Kanonbarkass nr 15 - Tilldelad 7:e storleken i guld. [18]
- Adolph Fredrik Voigtlender, kapten vid Upplands regemente, ombord på galären Kalmar - Tilldelad 7:e storleken i guld. [18]
- Fritz Magnus Wolffelt, sekundkornett vid Östgöta kavalleriregemente, ombord på Kanonslupen nr 67  - 7:e storleken i guld[134][18][18]
- Otto Wilhelm Wolffelt, kornett vid Östgöta kavalleriregemente, ombord på Kanonslupen nr 68 - 7:e storleken i guld [18]
- Henrik Sebastian Vult von Steijern, brigadadjutant vid Svenska brigaden (1. brigaden), fänrik vid Arméns flotta, Sveaborgseskadern, ombord på hemmema Styrbjörn - 7 storleken i guld.[17][18]
- G. Zierick, fänrik vid Arméns flotta, chef på Kanonslupen nr 72  - Tilldelad 7:e storleken i guld. [18]
- Axel Gabriel Åbergh, fänrik vid Arméns flotta,  chef på Halvgalären nr 4 - Tilldelad 7:e storleken i guld. [135]
- Israel C. Åberg, löjtnant vid Arméns flotta, chef på Norrköpingsjolle nr 4 -  Tilldelad 7:e storleken i guld den 14 mars 1791.[26][18]
- Jonas Daniel Åhlbotten, fänrik vid Arméns flotta, chef på Kanonslupen nr 90 - Tilldelad 7:e storleken i guld. [18]
- Johan Åkerman, fänrik vid Arméns flotta, ombord på hemmema Starkotter - Tilldelad 7:e storleken i guld. [18]
- Adolf Fredrik Älf, fänrik vid Arméns flotta, chef på Kanonbarkass nr 11 - Tilldelad 7:e storleken i guld den 14 mars 1791.[17][55][18]
- Pehr Örn, fänrik vid Upplands regemente, ombord på Kanonslupen nr 120 - Tilldelad 7:e storleken i guld. [18]
- Erik Johan Örnhjelm, fänrik vid Arméns flotta, chef på Kanonslupen nr 86. - Tilldelad 7:e storleken i guld den 14 mars 1791.[26][136][18]
- Carl Ulrik Örnhjelm, fänrik vid Arméns flotta, Stockholmseskadern, adjutant vid 8. divisionen, ombord på tulljakten Liljenberg- Tilldelad 7:e storleken i guld.[137]

## Bilder

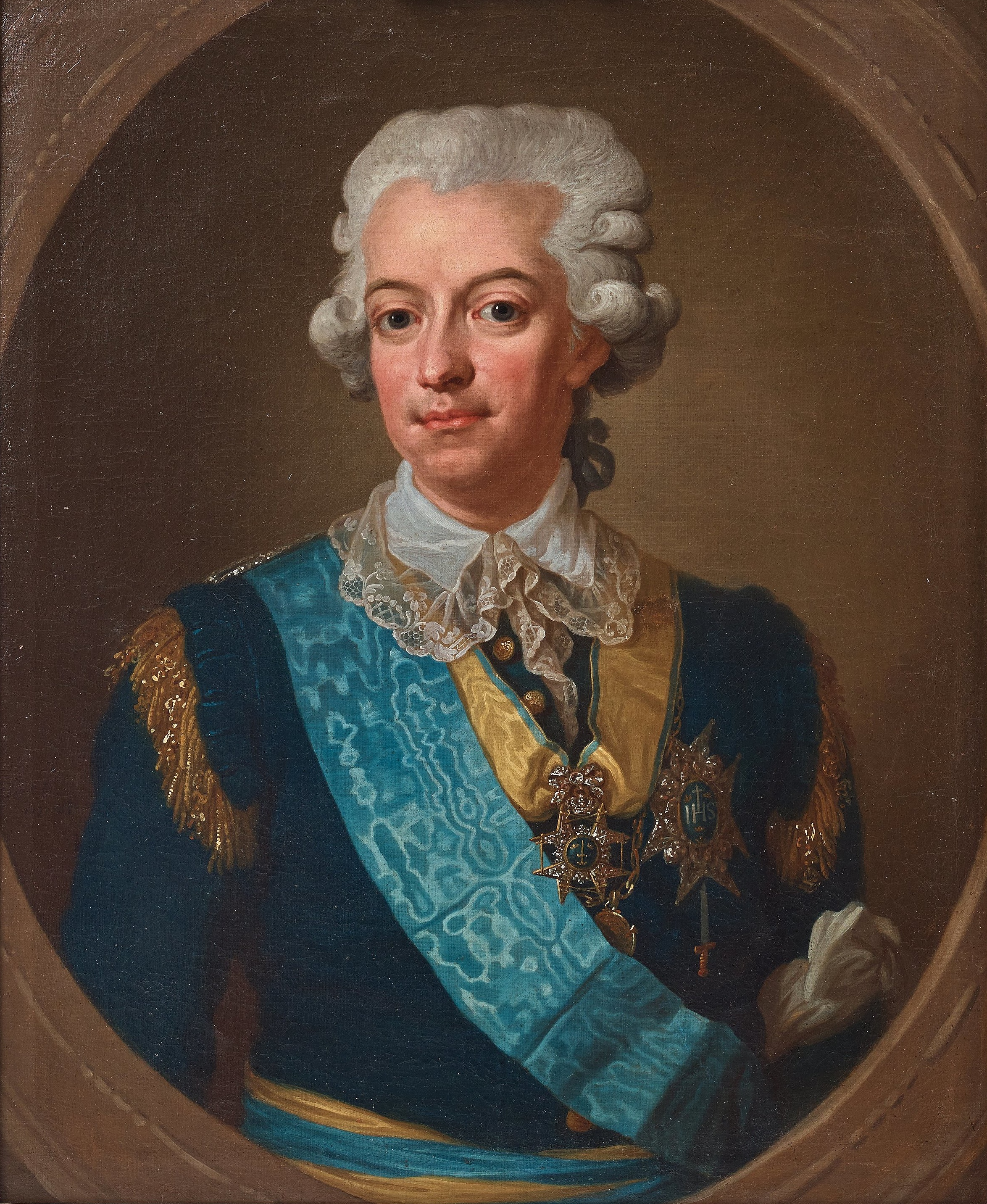
Gustav III iförd skärgårdsflottans uniform m/1779 som han bar vid Slaget vid Svensksund. Medaljen skymtar under Svärdsorden.
Gustav III avporträtterad i nationella dräkten, med Svensksundsmedaljen i kedja om halsen. Målning av Niklas Lafrensen från 1792.
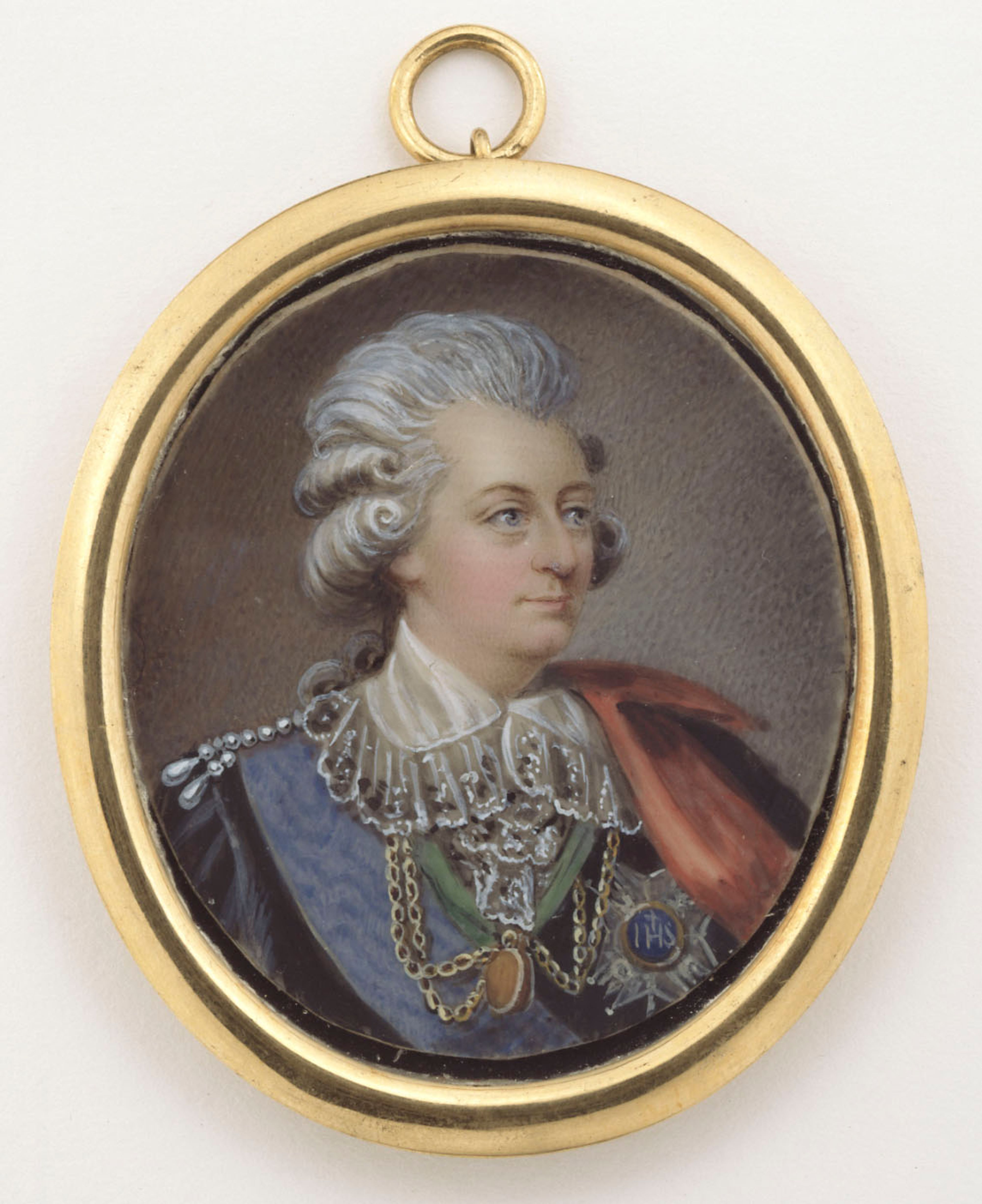
Gustaf III bärandes sin medalj i guldkedja om halsen.
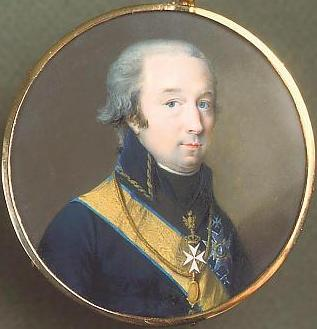
Carl Olof Cronstedt bärandes sin medalj i guldkedja om halsen.
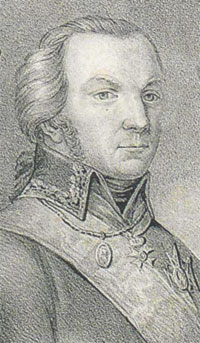
Victor von Stedingk bärandes sin medalj i guldkedja om halsen.
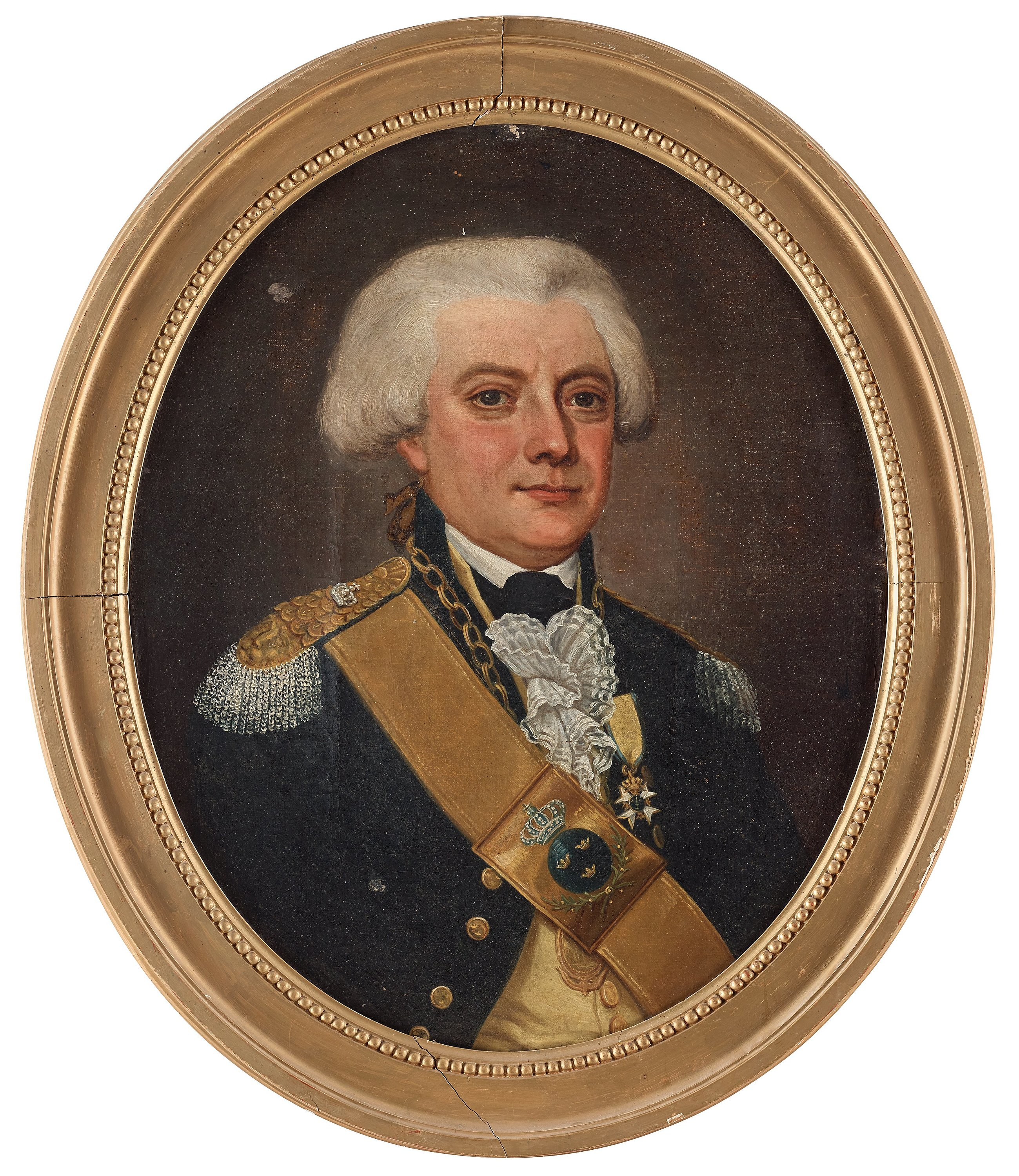
Adam Ludvig Lewenhaupt med sin medalj runt halsen.
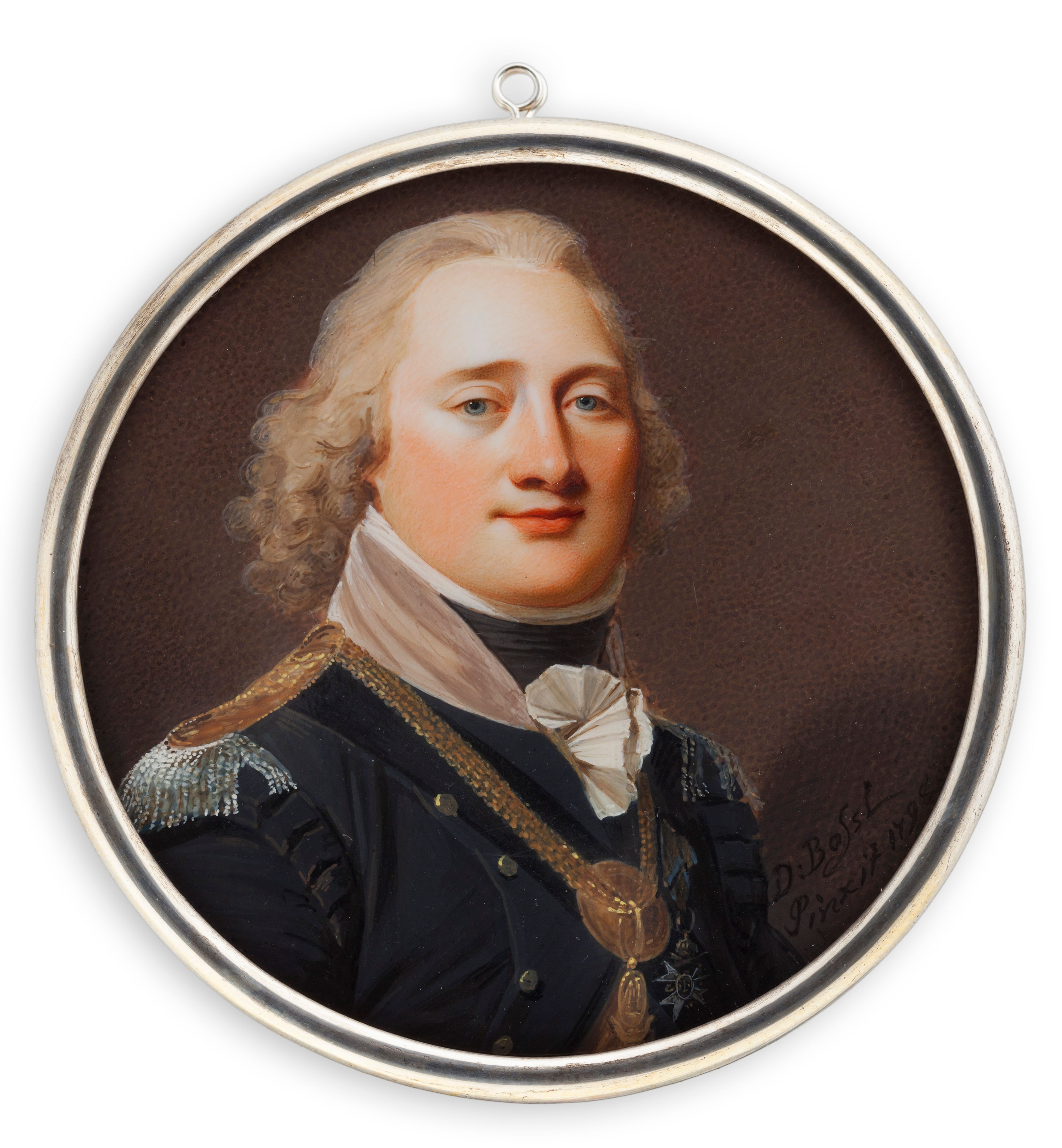
August Fredrik Palmfelt med guldmedalj om halsen.
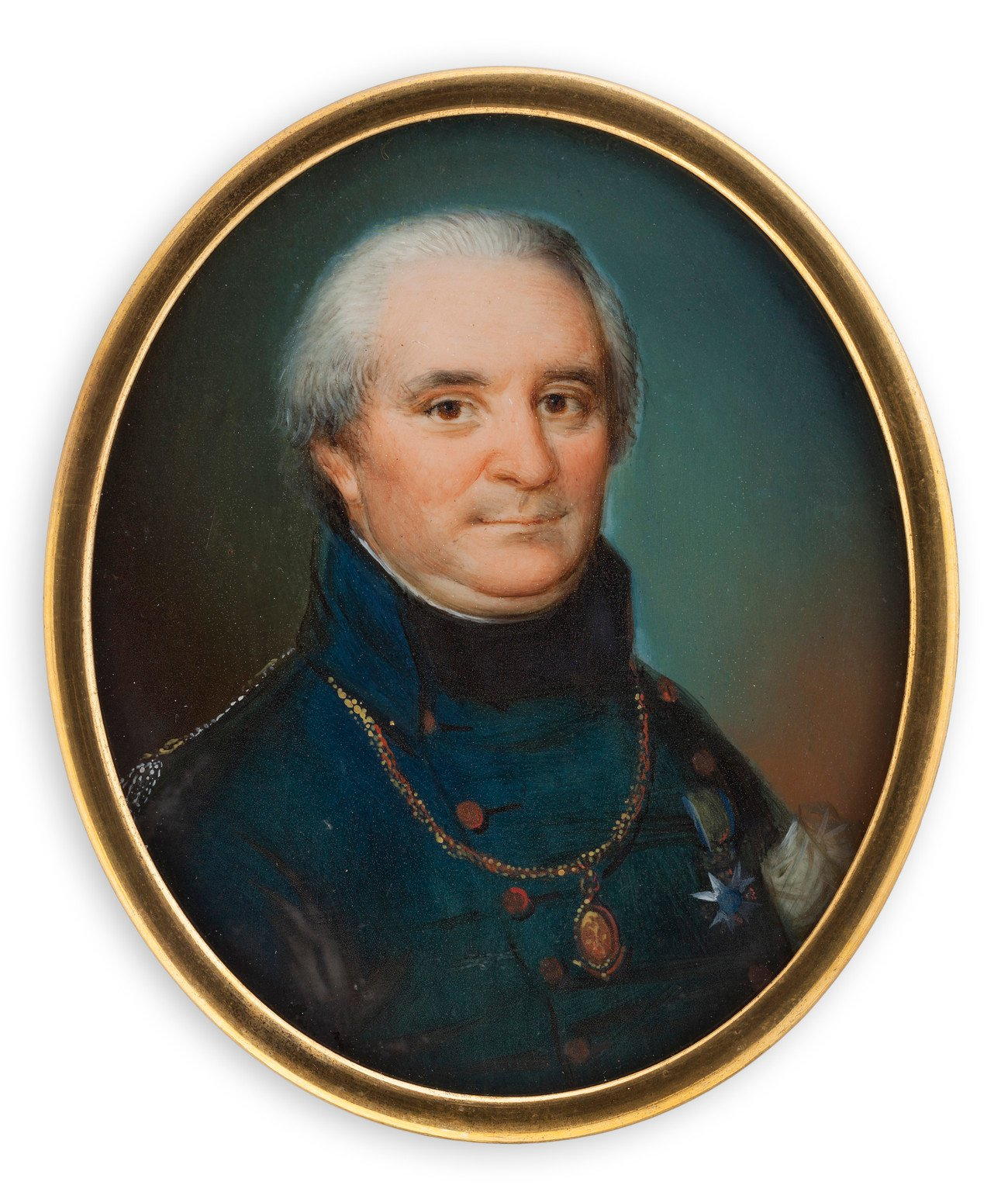
Gustaf Adolf Leijonancker bärandes sin medalj i guldkedja om halsen.
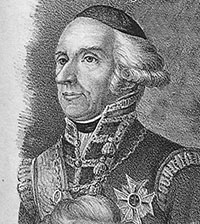
Johan Frans Pollet med sin medalj runt halsen.
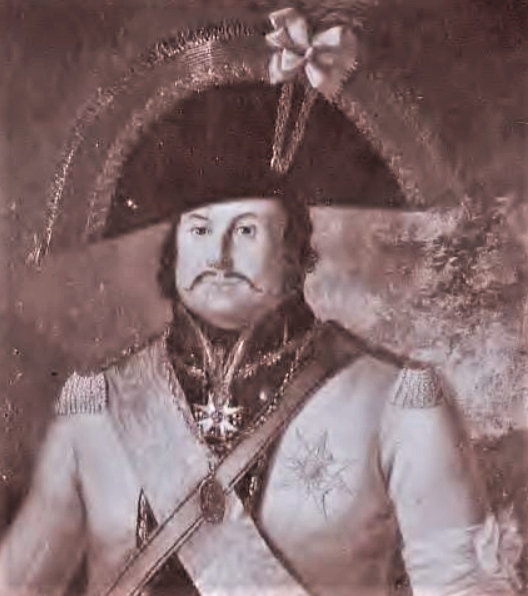
Bror Cederström med sin medalj om halsen.
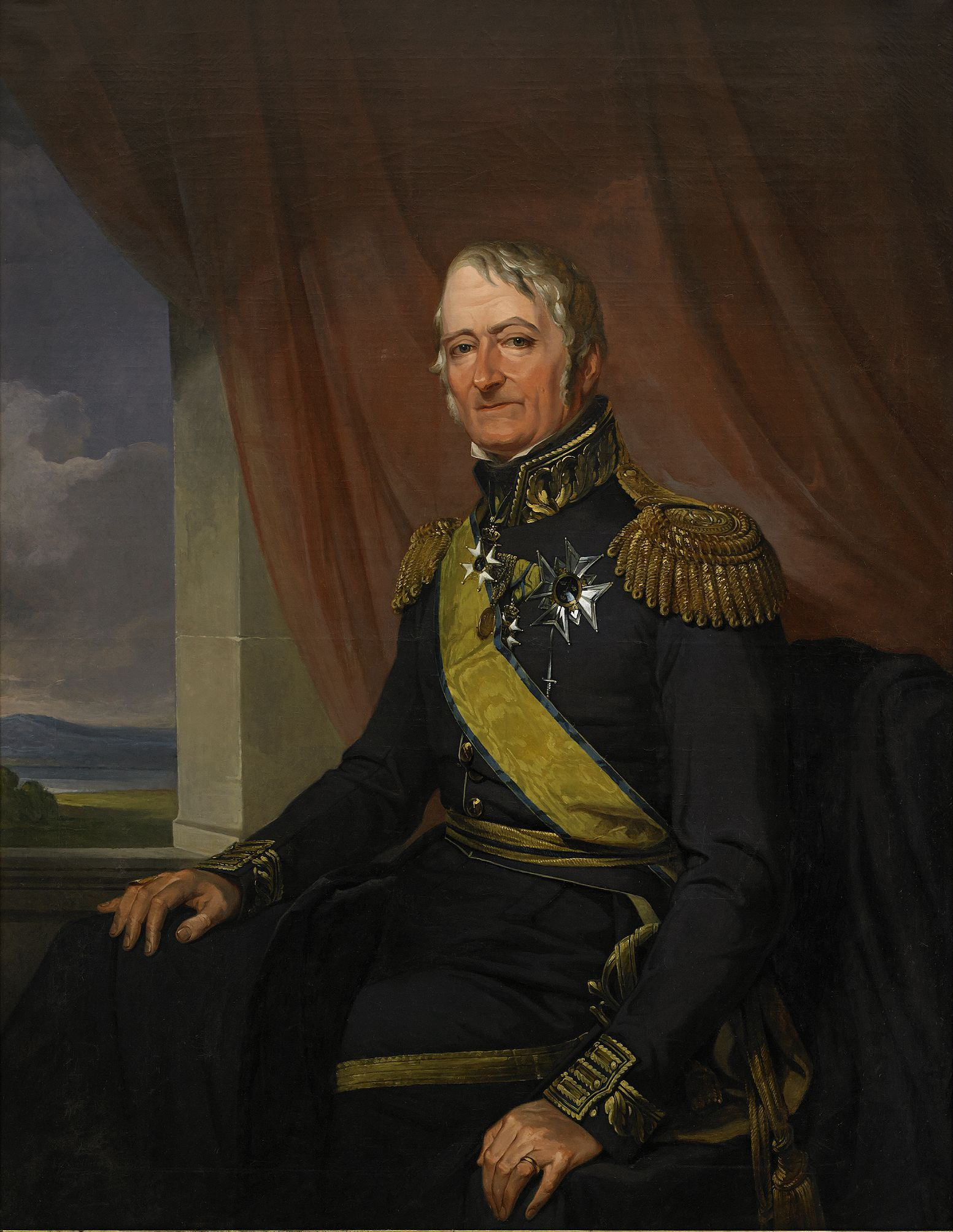
Lagerbring med sin medalj i guldlänkar i tredje knapphålet.
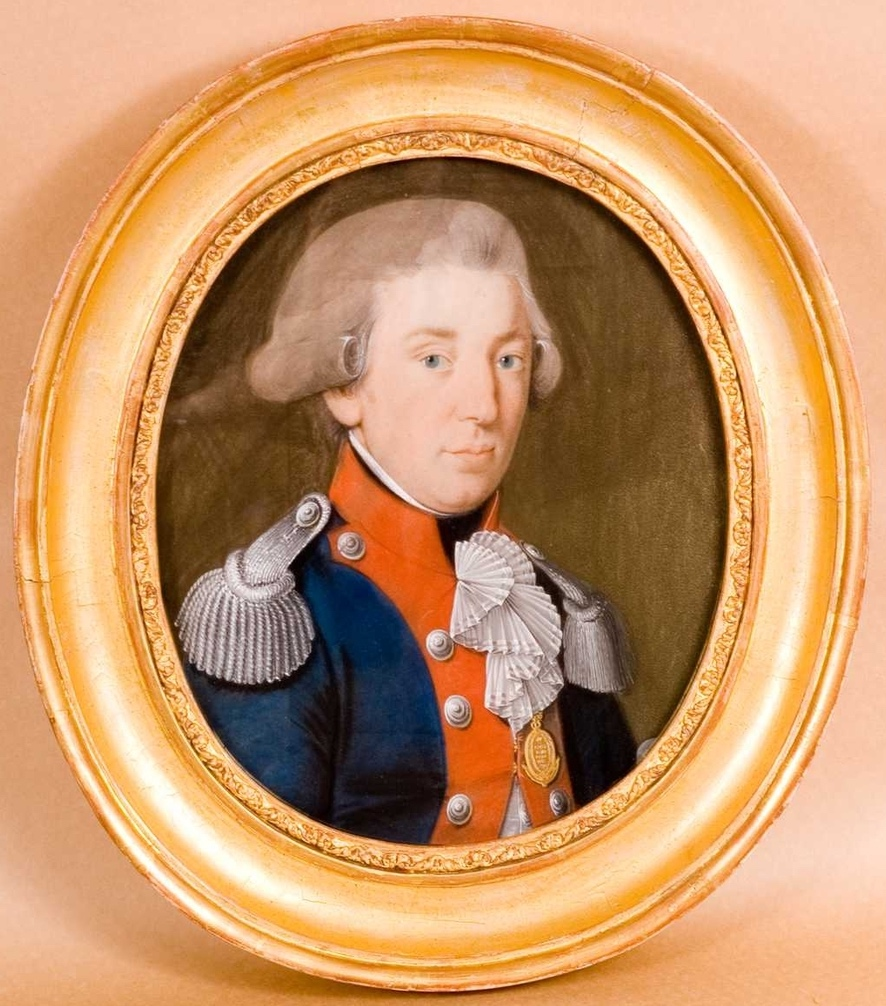
Alexander Moritz von Schmitterlöw med sin medalj i guldlänkar i tredje knapphålet.
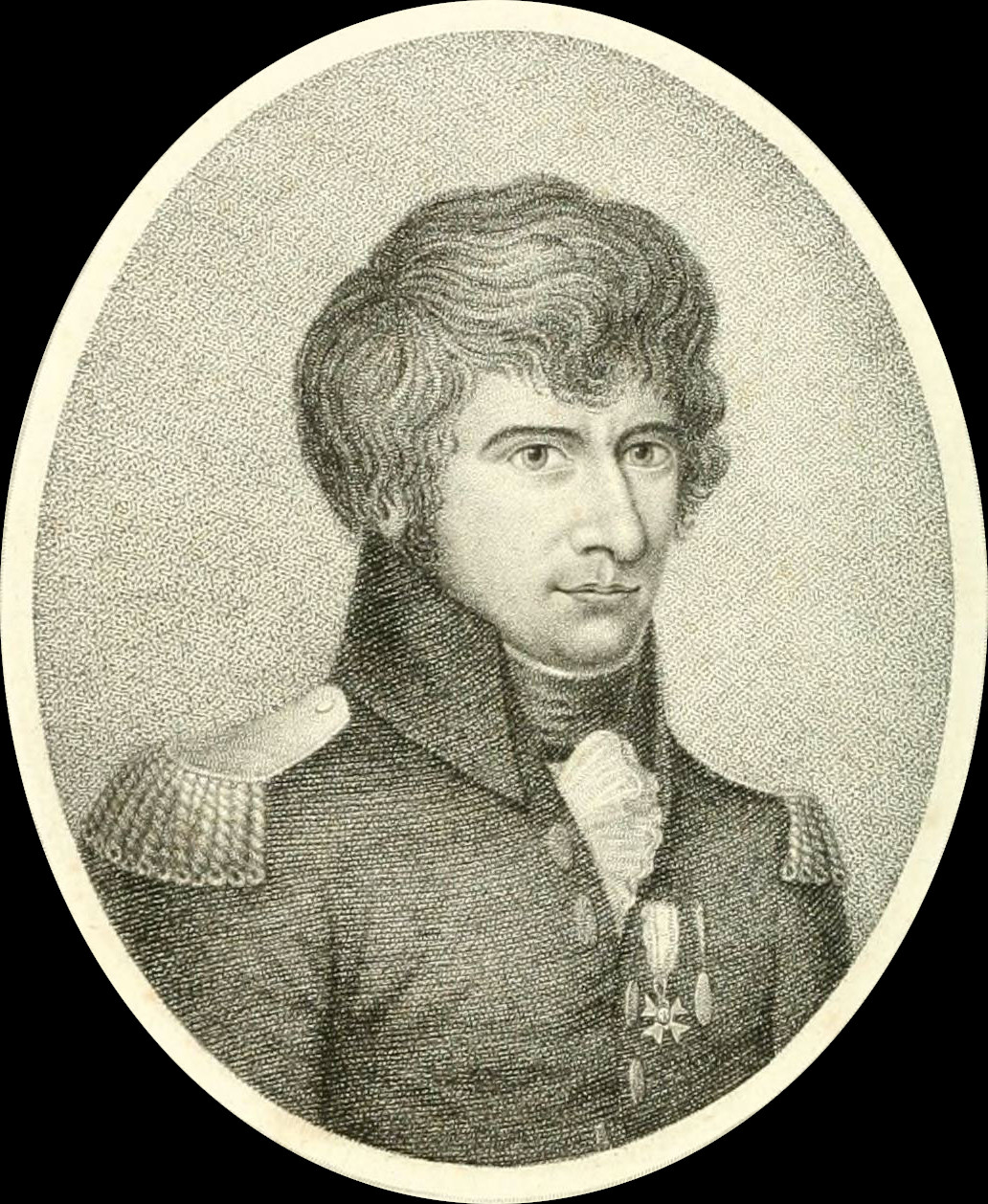
Johan Wilhelm Palmstruch med sin medalj i guldlänkar på bröstet.
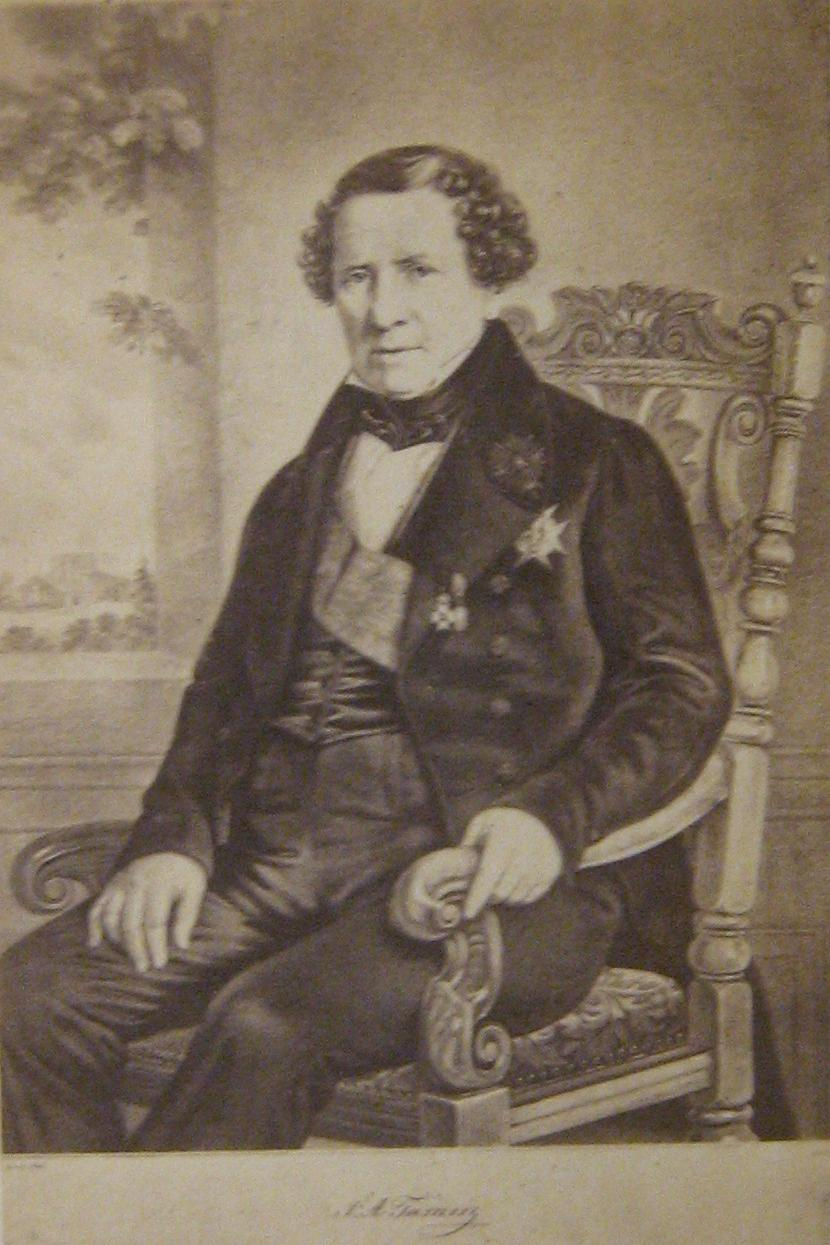
Per Adolf Tamm med sin medalj på kavajslaget.
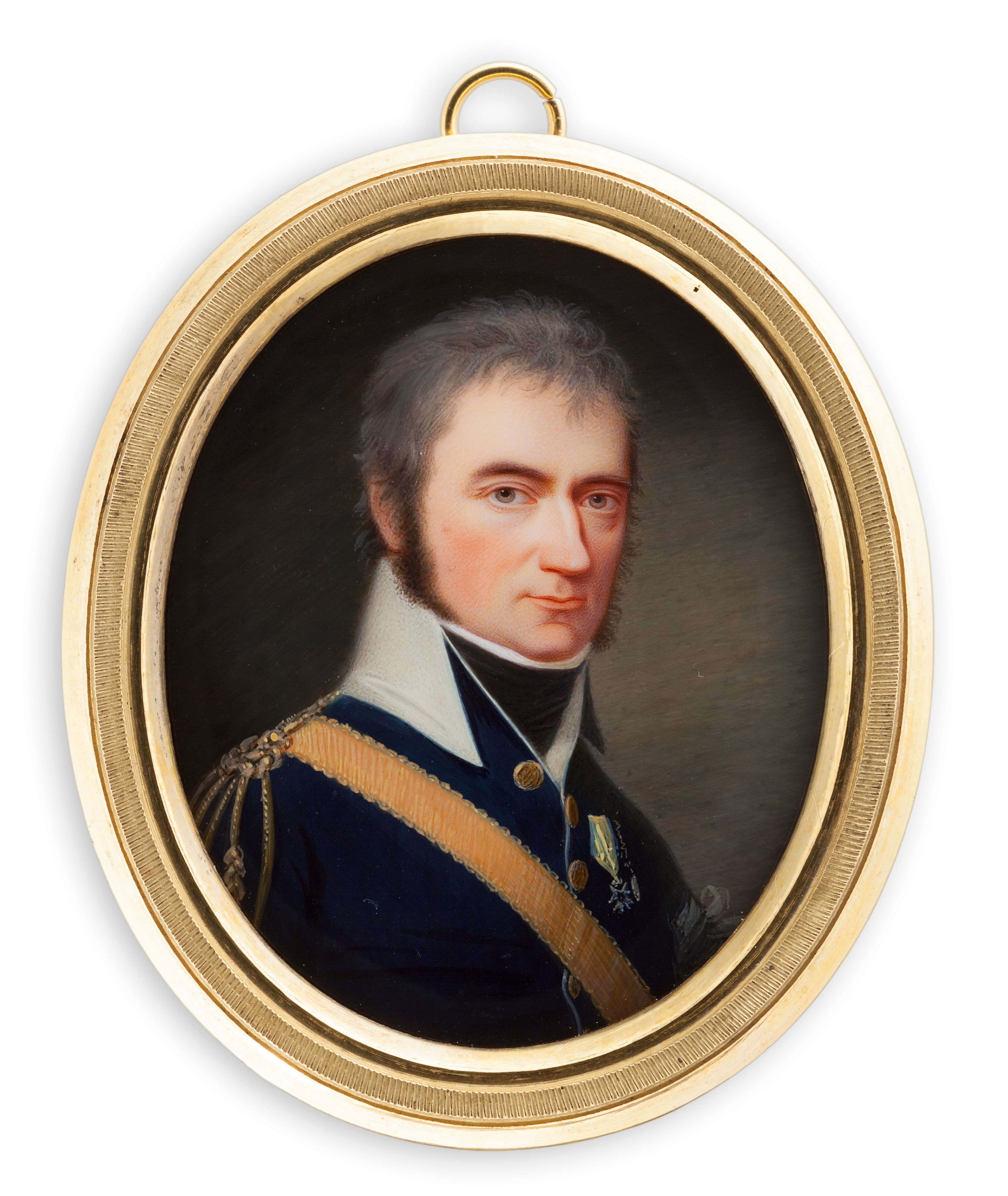
Johan David Silfverstolpe med sin medalj i guldlänkar på bröstet.
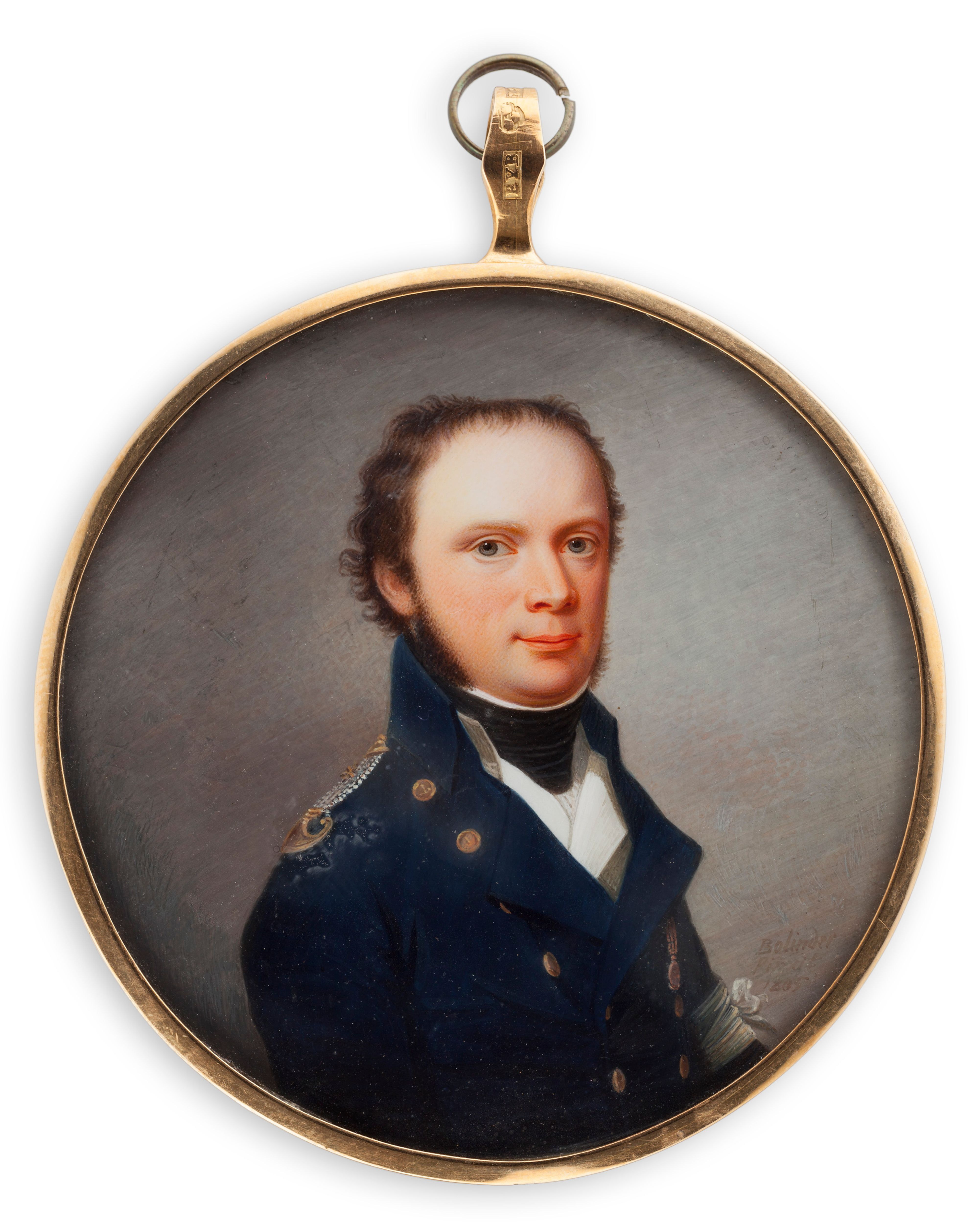
Fredrik Frans Wallenstråle med sin guldmedalj på bröstet.
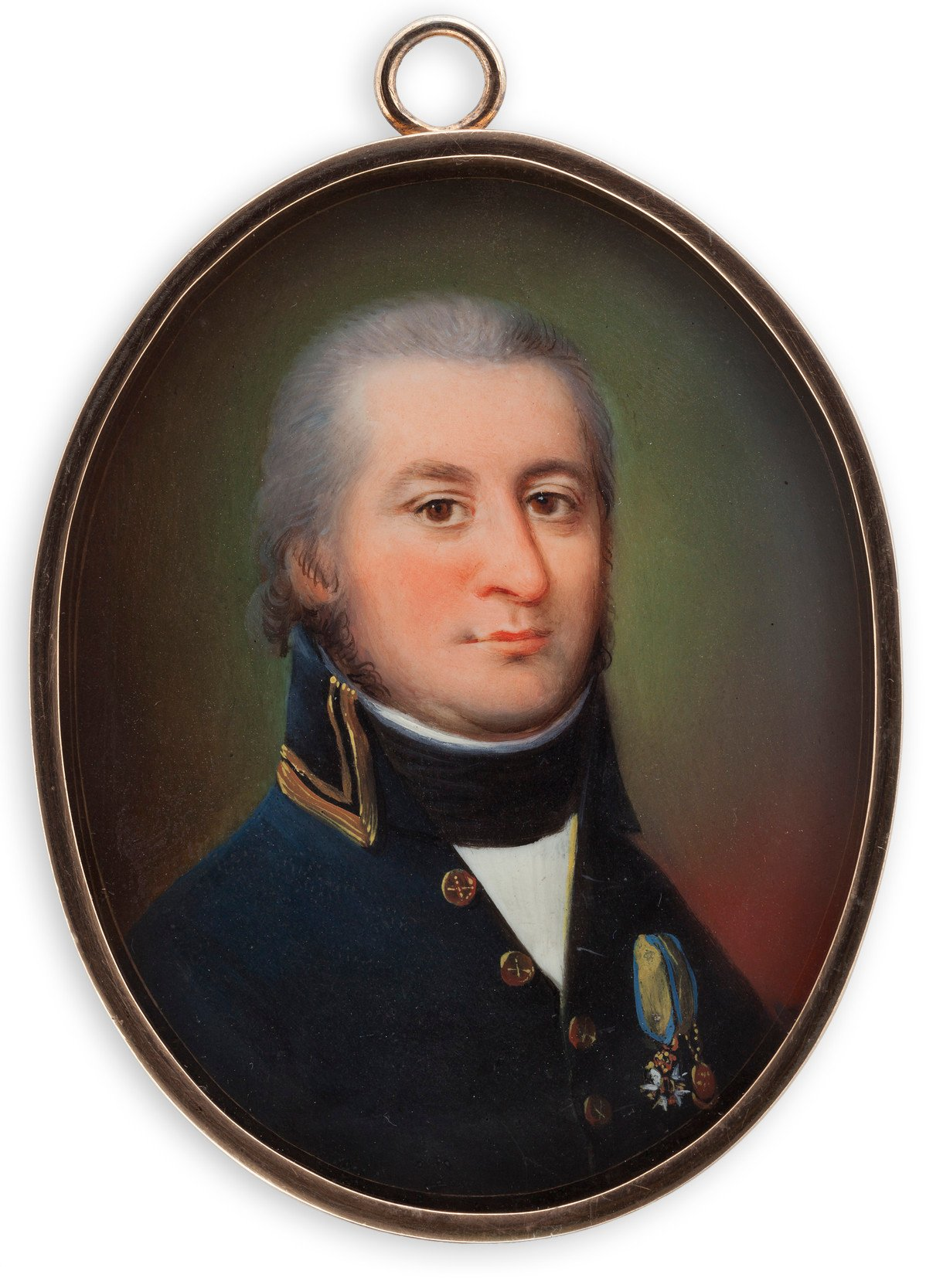
Överste Gottlieb David Carl Leijonhielm med guldmedalj i guldlänkar på bröstet.
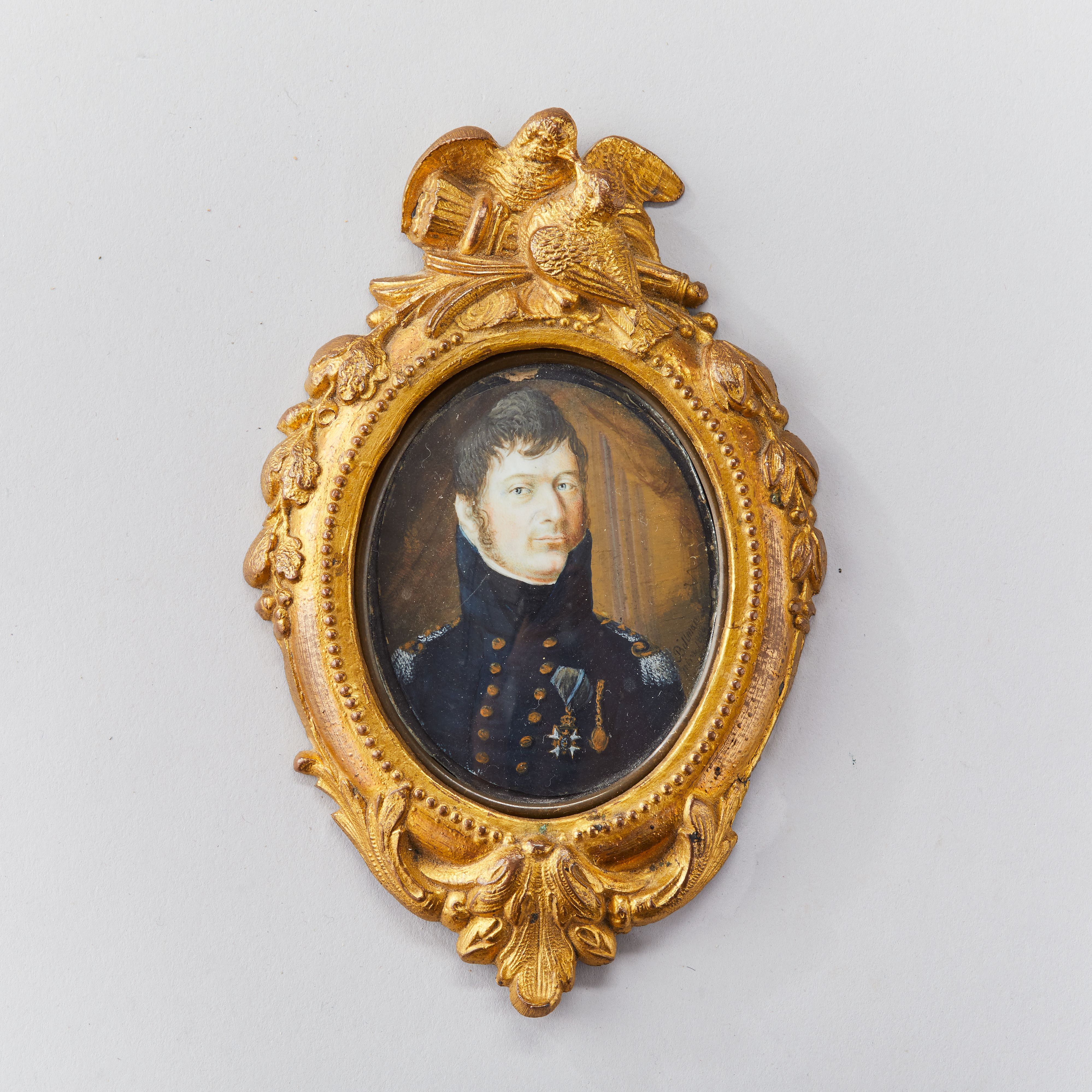
Okänd officer, major i Arméns flotta, med guldmedaljen i länkar på bröstet.
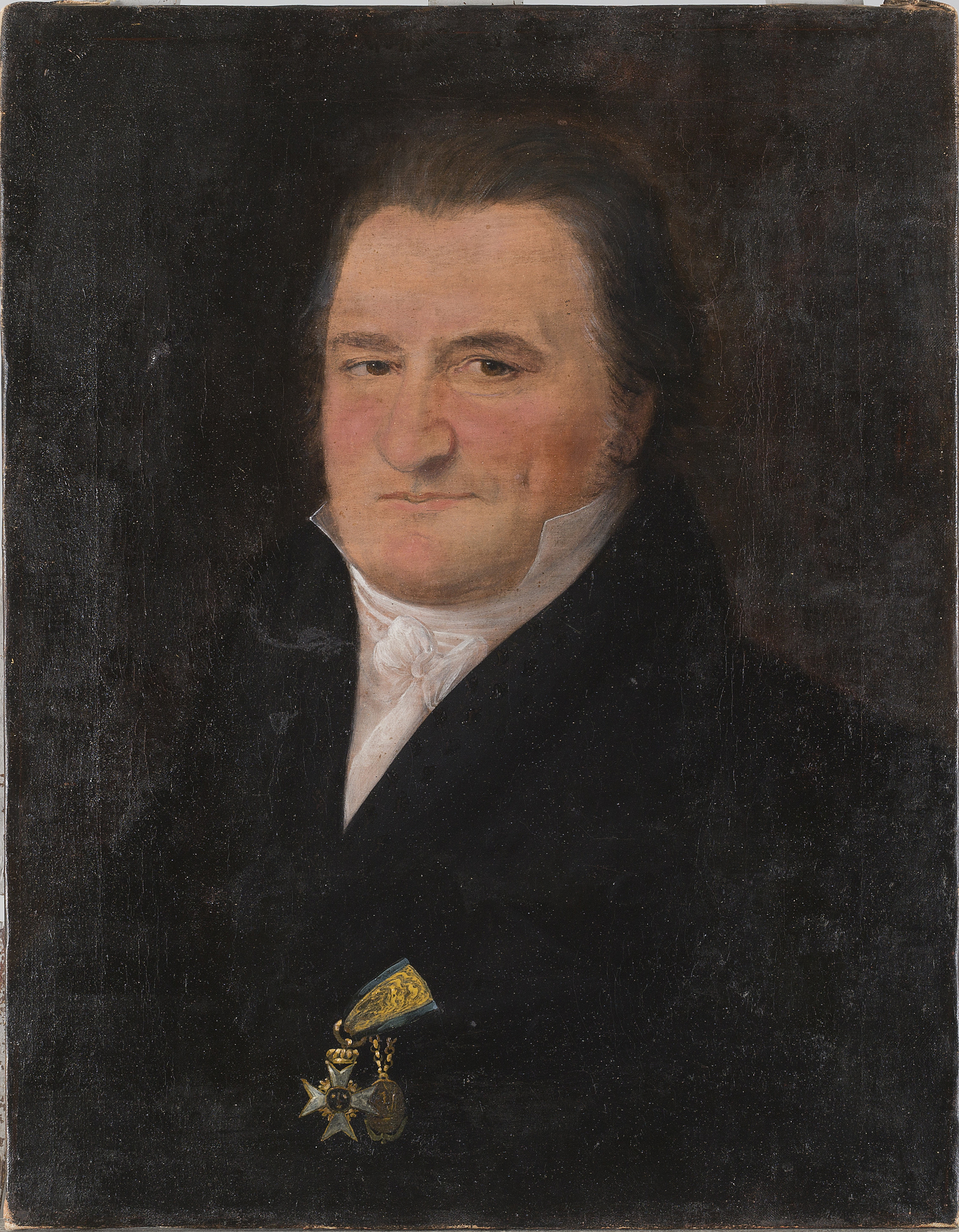
Porträtt av Gottlieb David Carl Leijonhielm med medaljen på bröstet, samt Svärdsordens riddartecken.
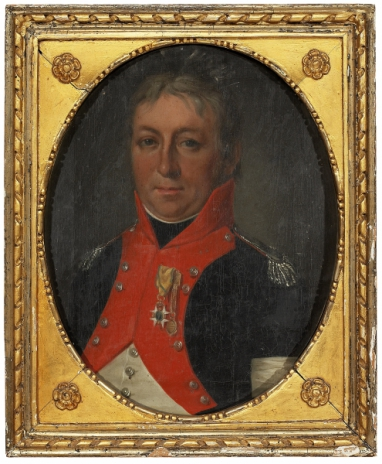
Vilhelm Ludvig von Qvillfelt med medaljen på bröstet.
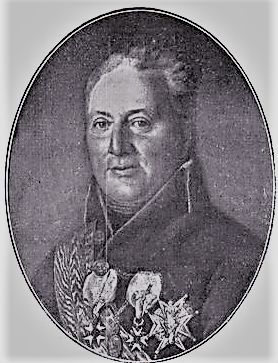
Arvid Virgin med medalj om halsen.
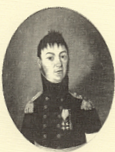
Johan Jacob Dorph med medalj på bröstet
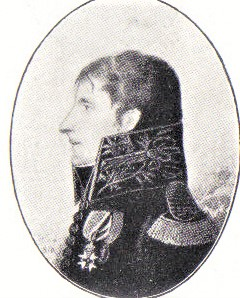
Carl Nycander med medaljen på bröstet.
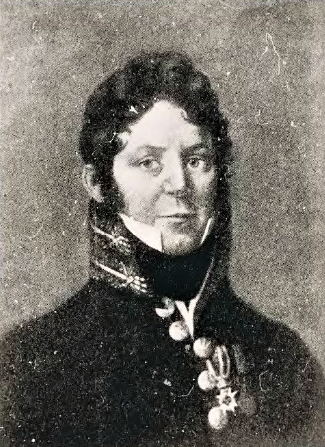
Johan Jacob Holmstedt med medaljen på bröstet
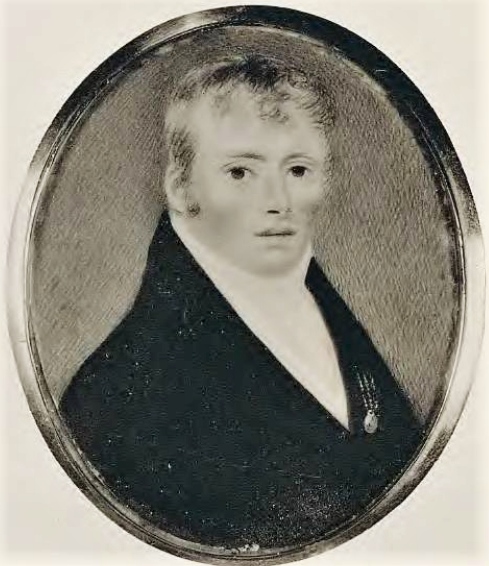
Isak Vilhelm af Uhr med medaljen på bröstet
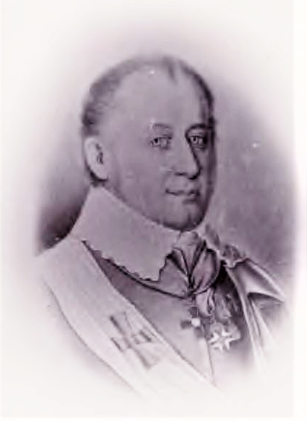
Christian Barnekow med medaljen på bröstet
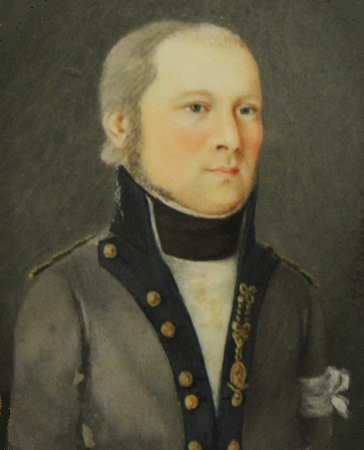
Gustaf Adolf Finckenberg med sin medalj på bröstet
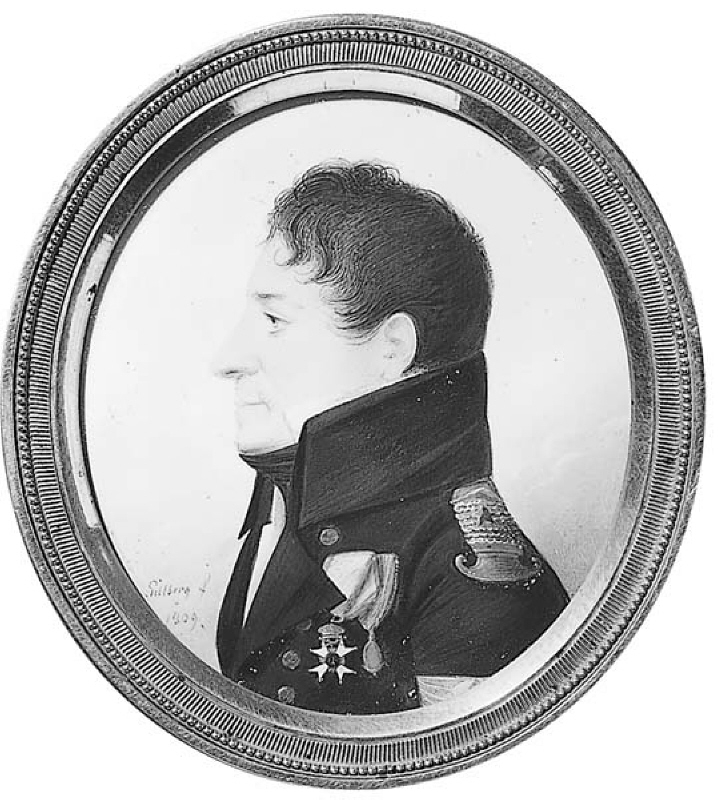
Major S. Åberg med sin medalj på bröstet 1809.
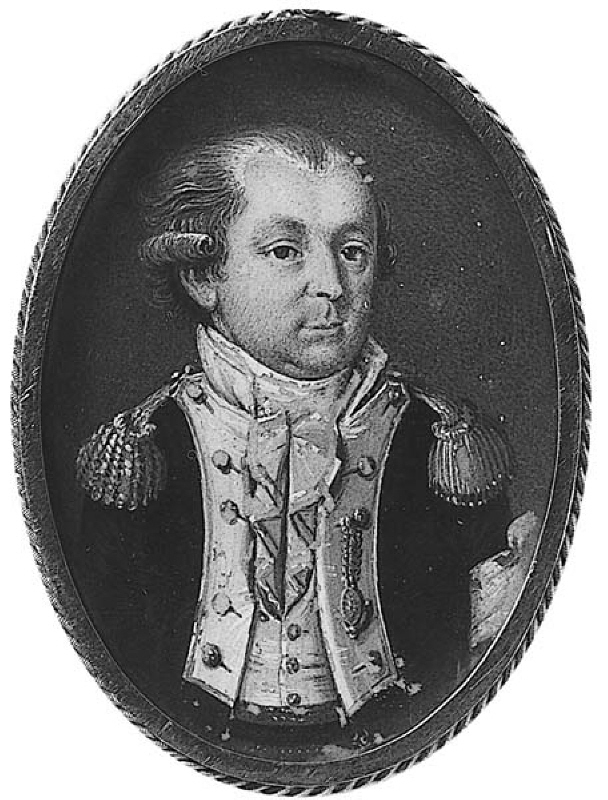
Okänd svensk kapten med medaljen på bröstet.
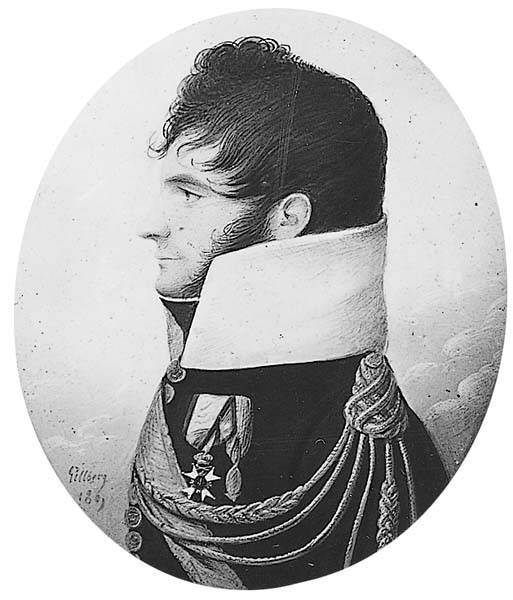
Okänd officer med sin medalj på bröstet
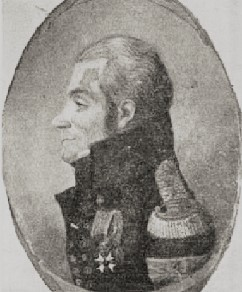
Carl Johan Munck Af Fulkila med medaljen på bröstet, samt Svärdsordens riddartecken.
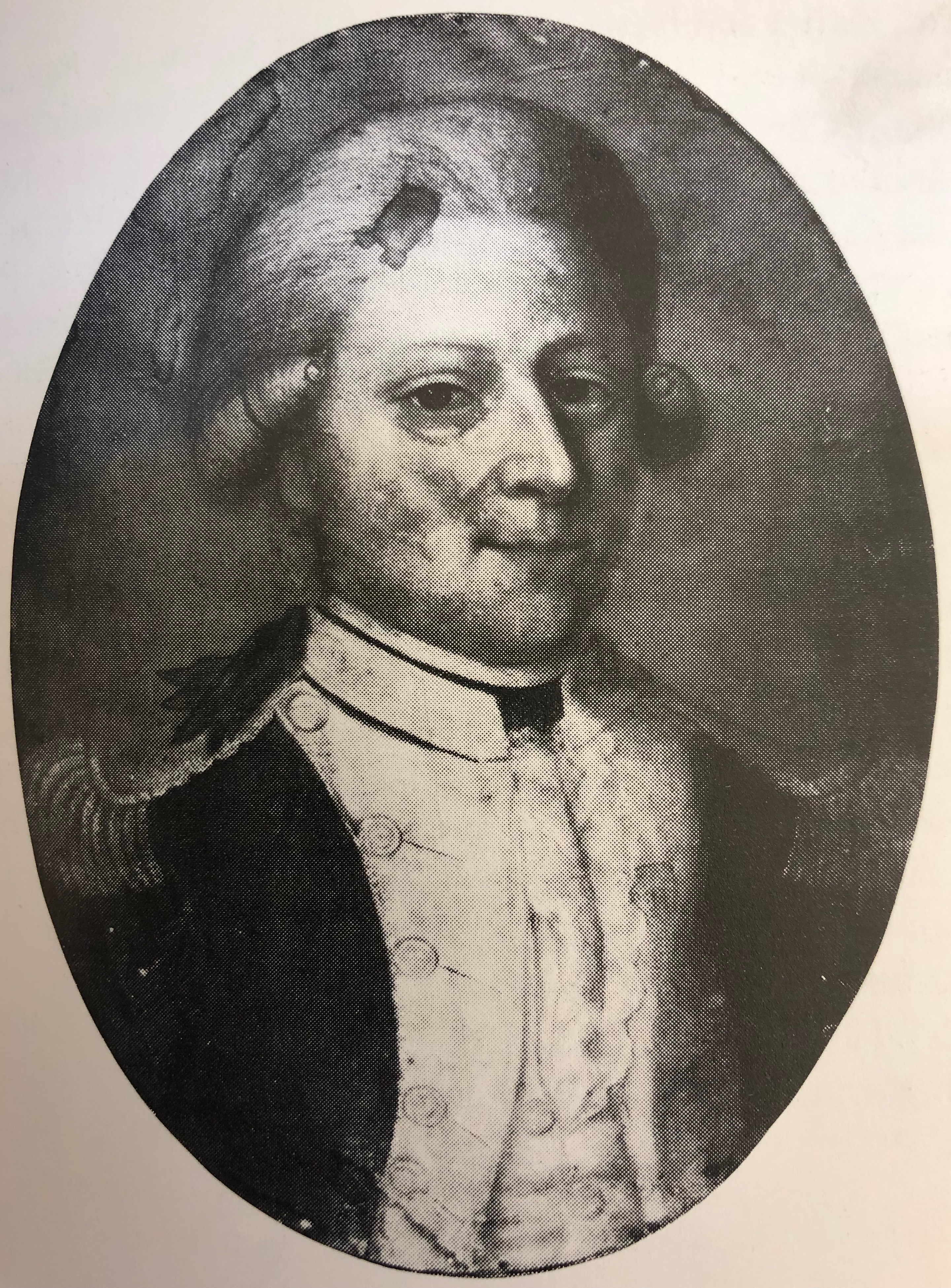
Carl Johan Krusell med medaljen på bröstet
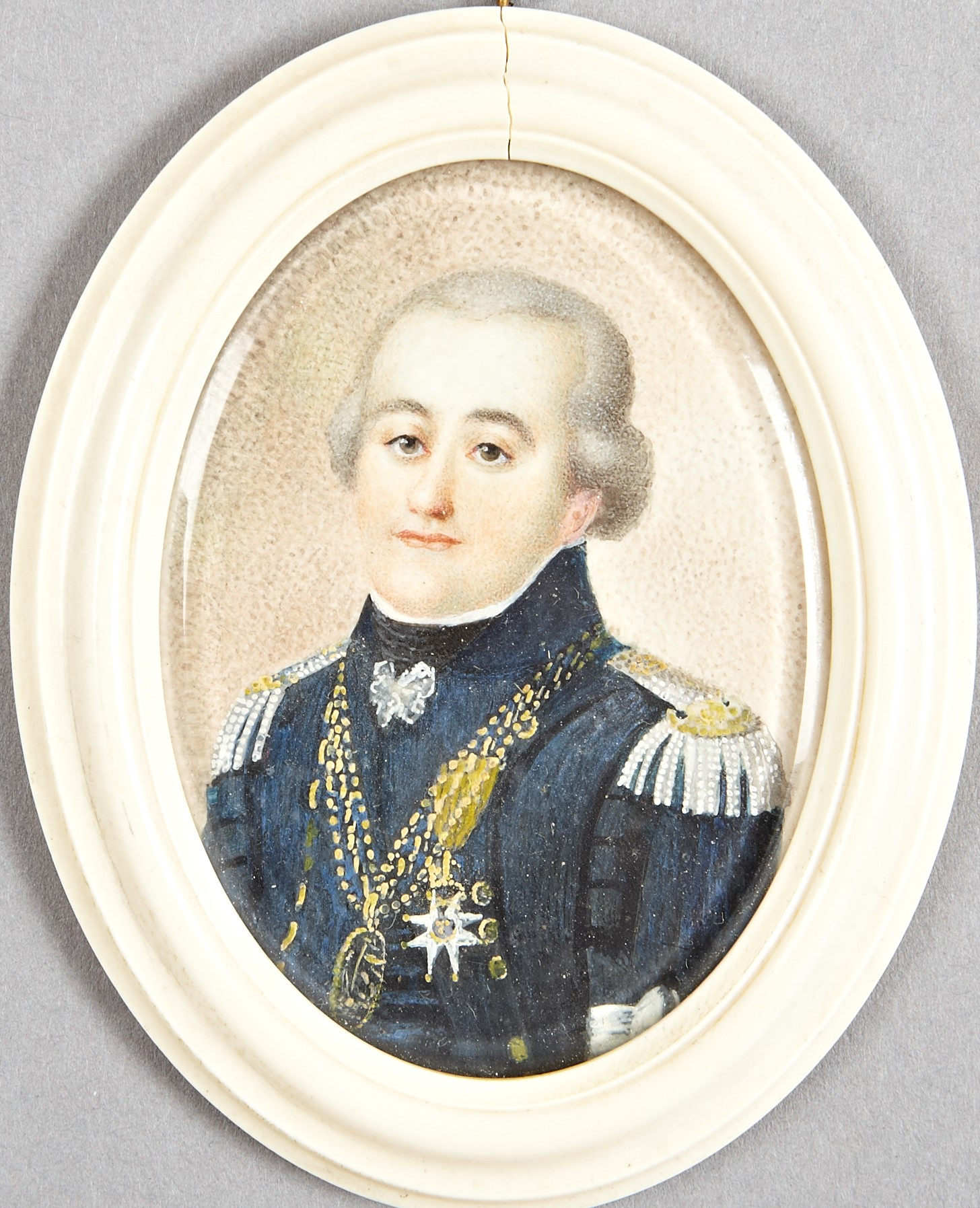
Carl Adolph Danckwardt med medaljen i guldkedja om halsen
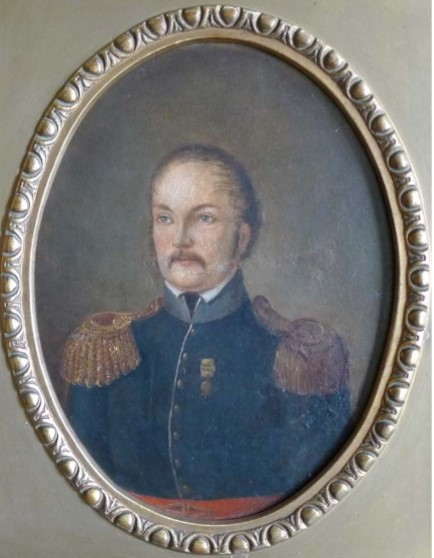
Carl Lorentz Danckwardt med medaljen på bröstet
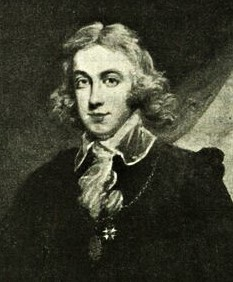
Carl Didrik Hamilton med sin medalj runt halsen
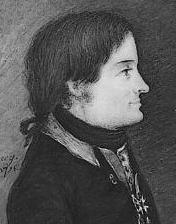
Johan Georg af Sillén med medaljen samt Svärdsordens riddartecken på bröstet
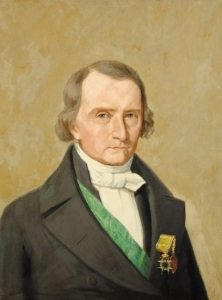
Johan Carl Kuylenstierna med Svärdsordens riddartecken samt medaljen på bröstet
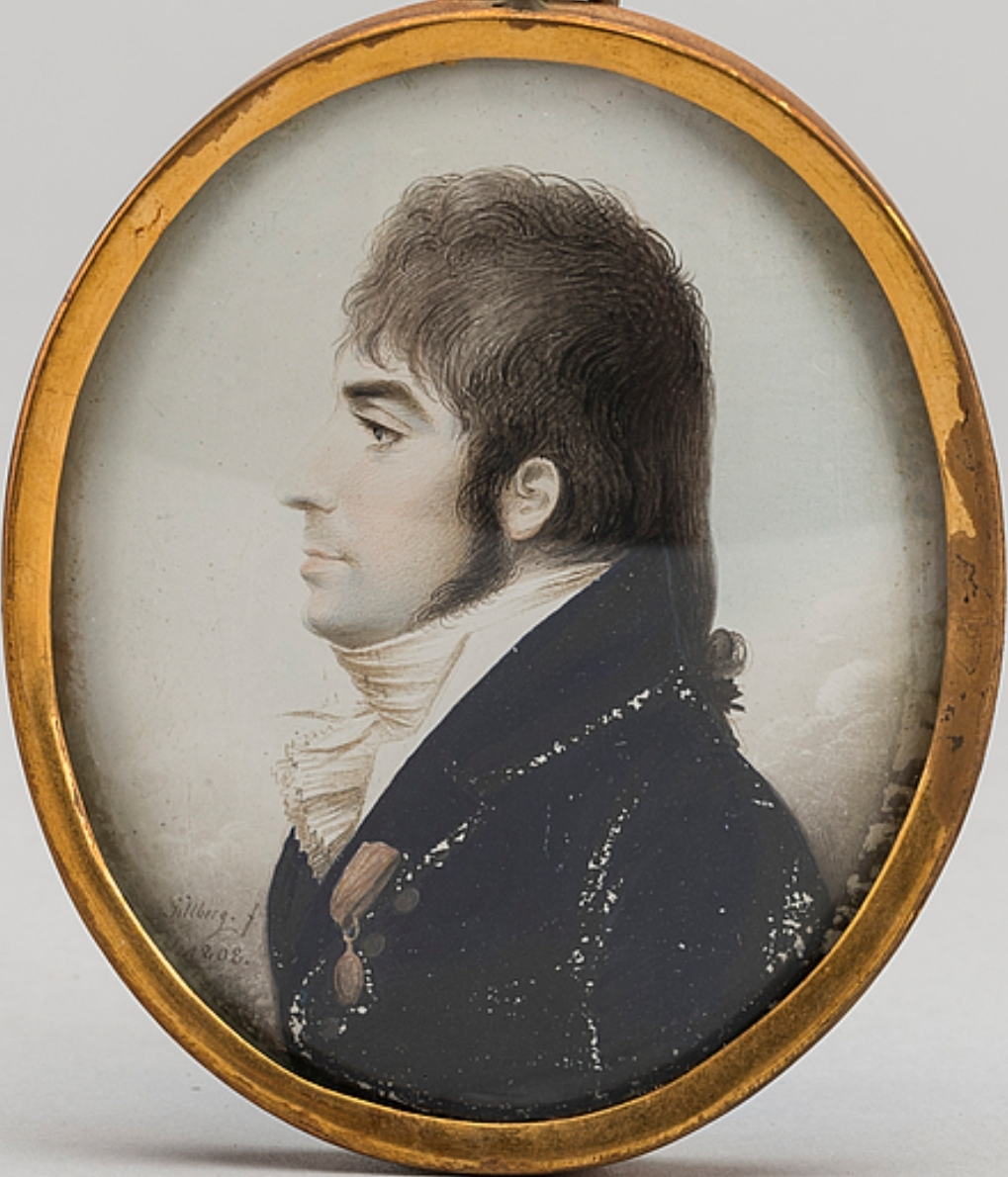
Johan Gyllenborg med sin medalj på bröstet
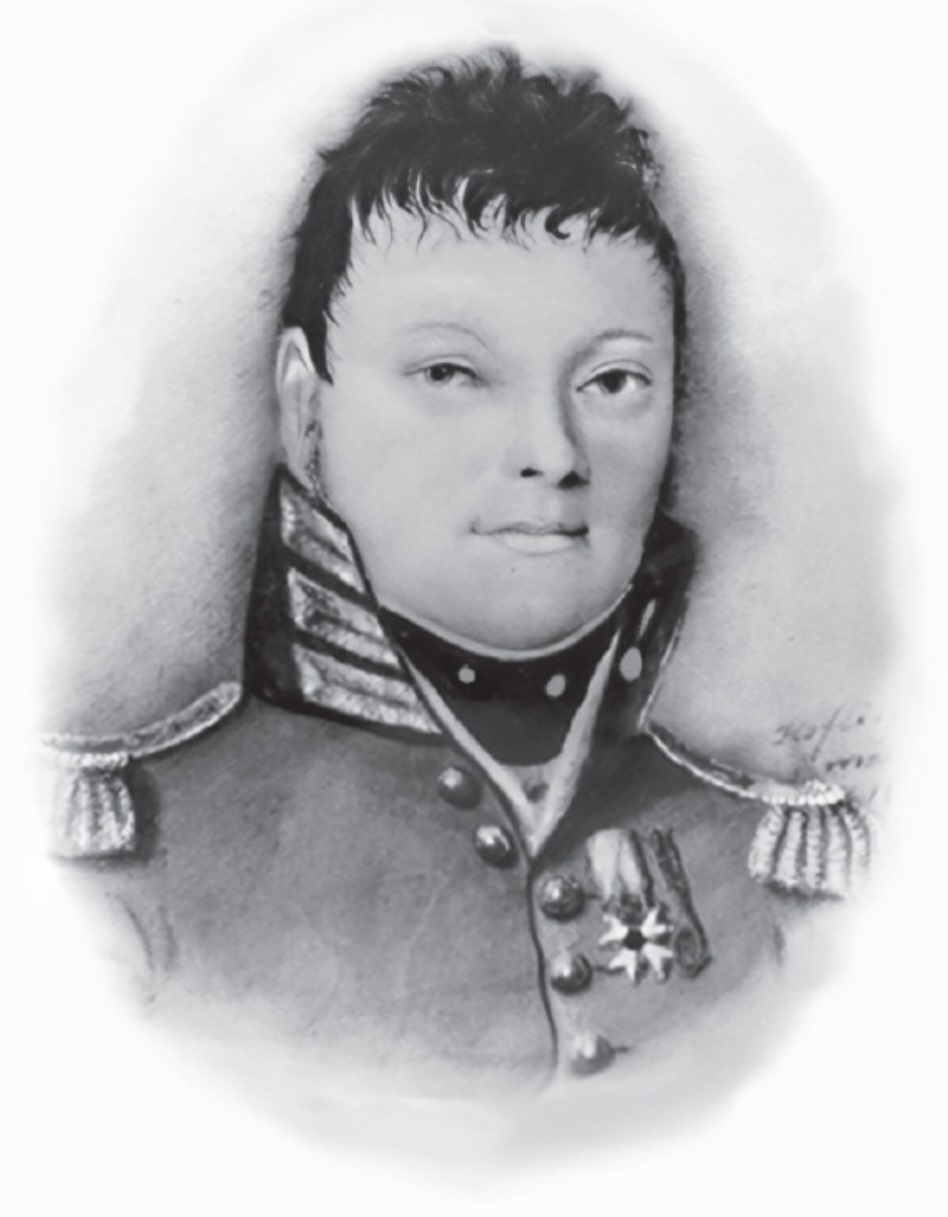
Gustav Adolf Arnkihl med sin medalj på bröstet tillsammans med Svärdsordens riddartecken
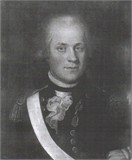
Anders Fredrik Hygrell med sin medalj på bröstet
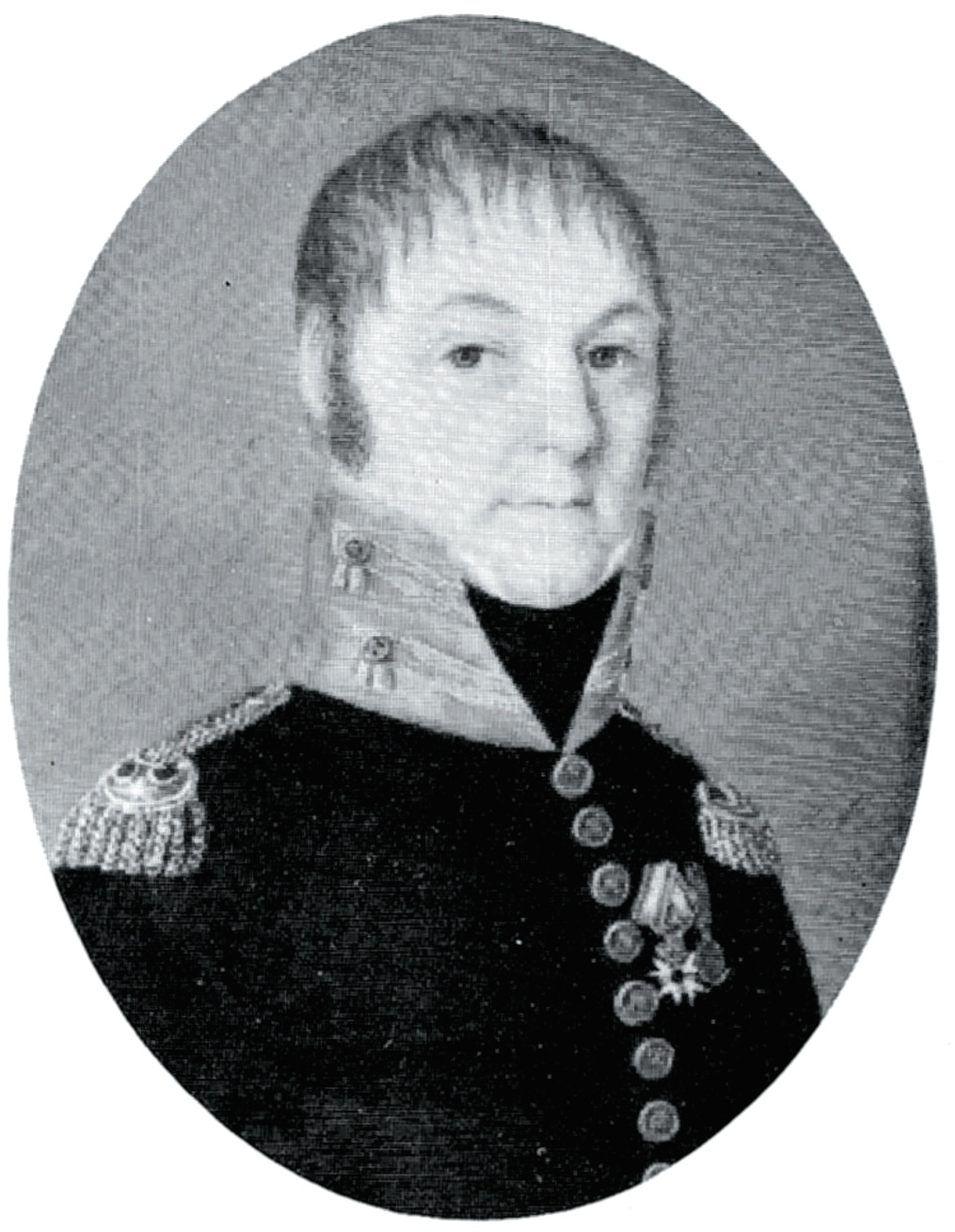
Johan von Feilitzen med sin medalj på bröstet tillsammans med Svärdsordens riddartecken.